# Sanctuaire du Bom Jesus de Matosinhos
Vous lisez un « article de qualité » labellisé en 2021.
Le sanctuaire du Bom Jesus de Matosinhos, en portugais : Santuário do Bom Jesus de Matosinhos, est un complexe architectural paysager formé par une église, une esplanade et six chapelles attenantes, situé dans la municipalité de Congonhas, dans l'État du Minas Gerais au Brésil.
L'église est un exemple important de l'architecture coloniale brésilienne, avec une riche décoration intérieure en bois sculpté et peintures dorées. L'escalier en terrasse de l'esplanade est orné de douze statues de prophètes en stéatite et les chapelles contiennent des groupes de sculptures en bois polychrome représentant les étapes de la Passion du Christ, statues créées par Aleijadinho et ses assistants. D'autres artistes de renom ont participé aux travaux de construction et de décoration, parmi lesquels Francisco de Lima Cerqueira, João Nepomuceno Correia e Castro et Mestre Ataíde. L'ensemble a été construit en plusieurs étapes entre 1757 et 1875 : l'église et l'esplanade sont achevées en 1790, les sculptures d'Aleijadinho sont exécutées entre 1796 et 1805, mais certaines chapelles prennent d'importants retards et certaines statues sont peintes plusieurs décennies après leur réalisation.
L'implantation scénographique et monumentale du sanctuaire, sur le modèle des sacri monti européens, n'a pas d'équivalent de cette importance au Brésil, et les statues des chapelles et de l'esplanade de l'église sont l'œuvre sculpturale la plus remarquable d'Aleijadinho. Le sanctuaire est également le centre de l'une des dévotions les plus populaires du pays, accueillant des milliers de pèlerins chaque année et rassemblant une riche collection d'ex-voto. Il est devenu une icône du baroque brésilien et de l'État du Minas Gerais, dont il est une grande attraction touristique. En raison de son importance historique, sociale et artistique supérieure, l'ensemble a été inscrit en 1939 sur la liste des sites historiques nationaux par le SPHAN — l'actuel Institut national du patrimoine artistique et historique (IPHAN) — et a été déclaré patrimoine mondial par l'UNESCO en 1985. Le 26 juillet 1957, le pape Pie XII a élevé l'église à la dignité de basilique mineure.

## Description du sanctuaire
Le sanctuaire du Bom Jesus se trouve dans l'État du Minas Gerais, à Congonhas, ville datant de l'époque coloniale située au sud de Belo Horizonte et à l'ouest d'Ouro Preto. Il est construit sur une colline dominant la ville depuis le sud.
L'église est perchée sur une esplanade accessible par un escalier en terrasse légèrement courbé, dont les parapets sont décorés de statues des douze prophètes en stéatite. Cet ensemble est précédé d’un parvis qui surplombe un jardin où se trouvent six chapelles abritant des stations du chemin de croix (les Passos).
| - Chapelles : - A : Cène - B : agonie dans le Jardin des Oliviers - C : arrestation - D : flagellation et couronnement d'épines - E : montée au Calvaire - F : crucifixion - G : escalier en terrasse - H : esplanade - I : église - J : salle des Miracles | Plan en couleurs du site dans son contexte urbain, entouré des rues environnante. Depuis le coin haut droit, on parcourt les six chapelles vers le bas en suivant un chemin en zigzag ; on atteint le parvis et ses escaliers courbés qui permet d'accéder à l'esplanade sur laquelle est située l'église, en bas à gauche de l'image. |

Plan d'ensemble.

## L'église

### La dévotion au Bon Jésus de Matosinhos

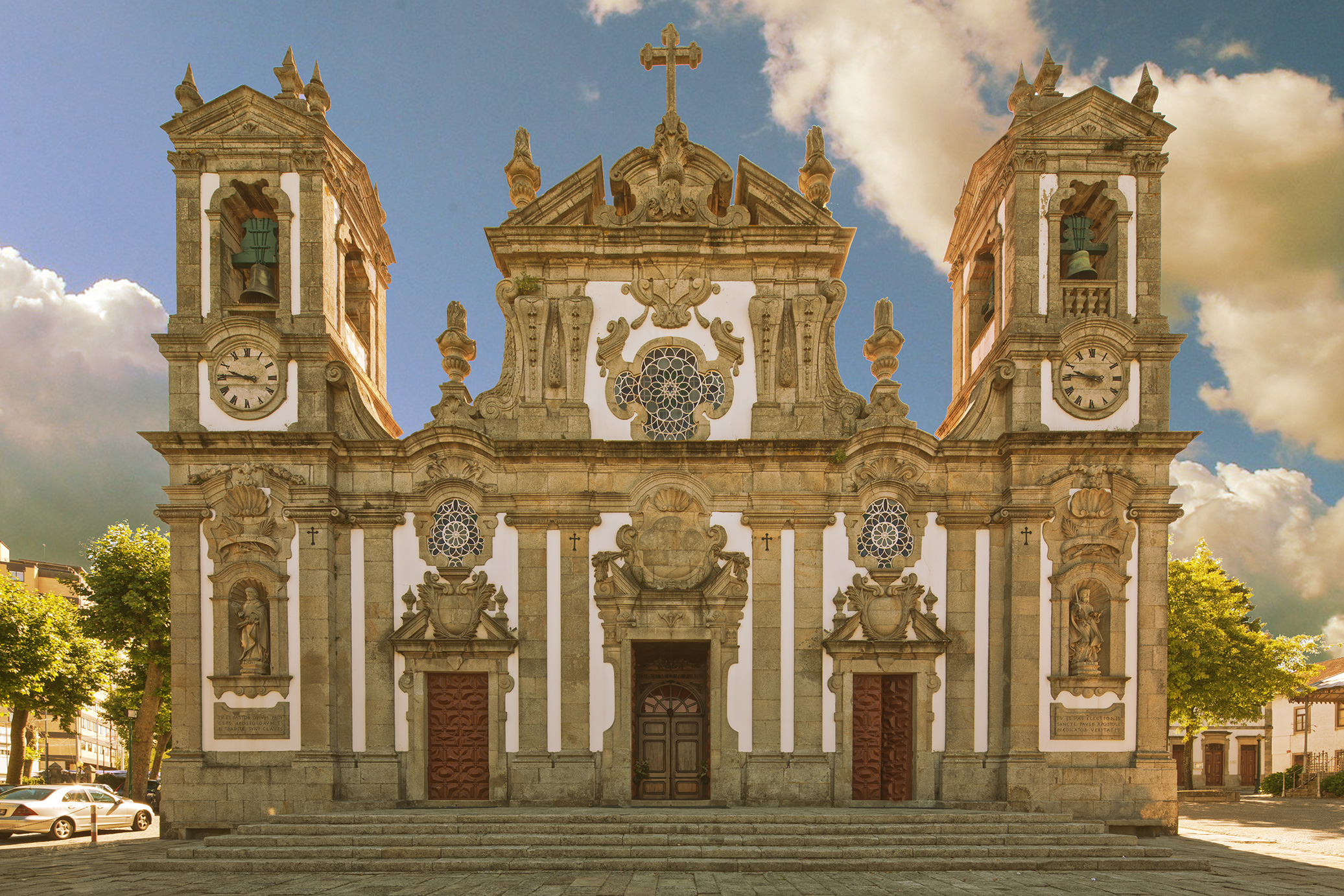
Façade de l'église de Bom Jesus de Matosinhos, au Portugal, en 2014.

La dévotion au Bon Jésus de Matosinhos a des origines très anciennes. Selon une légende, elle est née lorsqu'une image sculptée de Jésus-Christ crucifié est arrivée sur les plages de Matosinhos, au Portugal, en l'an 124. Nicodème, témoin de la crucifixion selon l'Évangile de Jean, aurait réalisé cette sculpture avant de la jeter à la mer pour éviter la persécution religieuse.
Cette icône est alors abritée dans le monastère de Leça do Balio, suscitant autour d'elle une forte dévotion, considérée comme miraculeuse. En 1559, il est décidé de construire une église spéciale pour accueillir l'icône : l'église de Bom Jesus de Matosinhos, qui existe encore aujourd'hui à Matosinhos. Cette dévotion, devenue la plus importante dans le Nord du Portugal, est introduite au Brésil par les colons portugais et se répand rapidement, à tel point que 23 villes brésiliennes sont fondées sous l'invocation de Bom Jesus. De grandes festivités y sont organisées le 3 mai, jour où l'Église célèbre la Sainte-Croix.

### Histoire
L'histoire du sanctuaire commence avec le mineur portugais Feliciano Mendes. Elle est décrite dans  (« Esquisse historique du sanctuaire du Senhor Bom Jesus de Mattosinhos de Congonhas do Campo »), écrite en 1895 et conservée dans les archives de l'archidiocèse de Mariana :

« C'était l'année 1756. Le Portugais Feliciano Mendes exerçait le travail minier. Ayant contracté dans ce travail pénible de graves maladies qui l'empêchaient de continuer, il décida de retourner au Portugal pour tenter de se rétablir et d'entrer dans un ordre religieux, où il pourrait se consacrer tout entier au salut de son âme. Il était fermement résolu et se trouvait dans ce village de Congonhas do Campo, dans l'ancienne comarque de Rio das Mortes […], quand il eut l'idée, ou Dieu l'inspira, d'ériger une croix au sommet du Morro Maranhão, au bord de la route de Redondo, et il y plaça aussi une image du Seigneur pour que les voyageurs puissent la vénérer et se rappeler les âmes du purgatoire et prier ou chanter le chapelet de Notre Dame. Comme il avait voulu, lors d'une messe, se joindre aux prières qu'une âme plus pieuse que la sienne y faisait, il plaça pour cela une croix avec l'Image du Seigneur à l'endroit mentionné, qui me semble être celui où est construite la chapelle du Senhor Bom Jesus. »

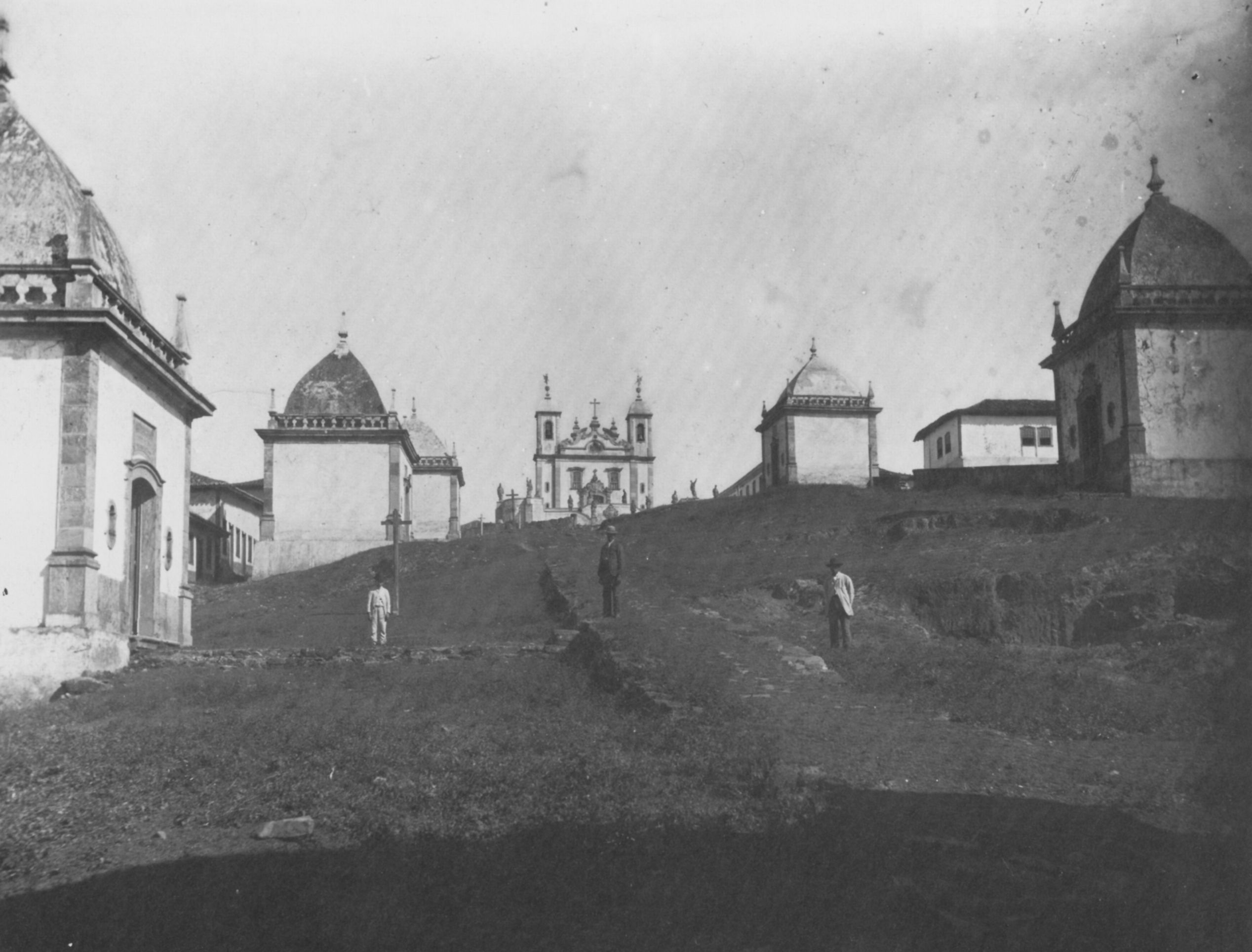
Photographie de Marc Ferrez, vers 1885.

Des recherches sur Feliciano Mendes révèlent en 2019 que ce dernier est né à Guimarães, au Portugal. Après avoir contracté une maladie grave indéterminée mais qui serait due au travail ardu de l'exploitation minière, Mendes prie le Senhor de Matosinhos pour obtenir la guérison. Voyant ses prières exaucées, il commence à se consacrer entièrement à la construction de l'église, et plus précisément à un sanctuaire, sur le modèle de ceux qui se trouvent près de son lieu de naissance : le sanctuaire de Braga et celui de l'église de Bom Jesus de Matosinhos.
Feliciano élève la croix le 8 avril 1757, fondant un petit oratoire au sommet de la colline, où il vit en ermite, et donne toute sa fortune en or pour la construction d'une église, financée également par les aumônes recueillies auprès de la population. La construction est approuvée la même année par l'évêque de Mariana et le roi du Portugal. L'auteur des plans n'est pas connu ; Luiza de Castro Juste estime que Feliciano lui-même a peut-être guidé leur tracé, puisqu'il est indiqué au terme de son admission au tiers-ordre de São Francisco de Vila Rica qu'il était « compagnon maçon ». La construction commence en 1757 par l'abside, avec la participation des maîtres maçons Domingos Antônio Dantas et Antônio Rodrigues Falcado. Après trois ans, bien qu'inachevé, l'édifice reçoit déjà le culte. On sait peu de choses sur l'évolution des travaux, car la documentation correspondante a été en grande partie perdue.

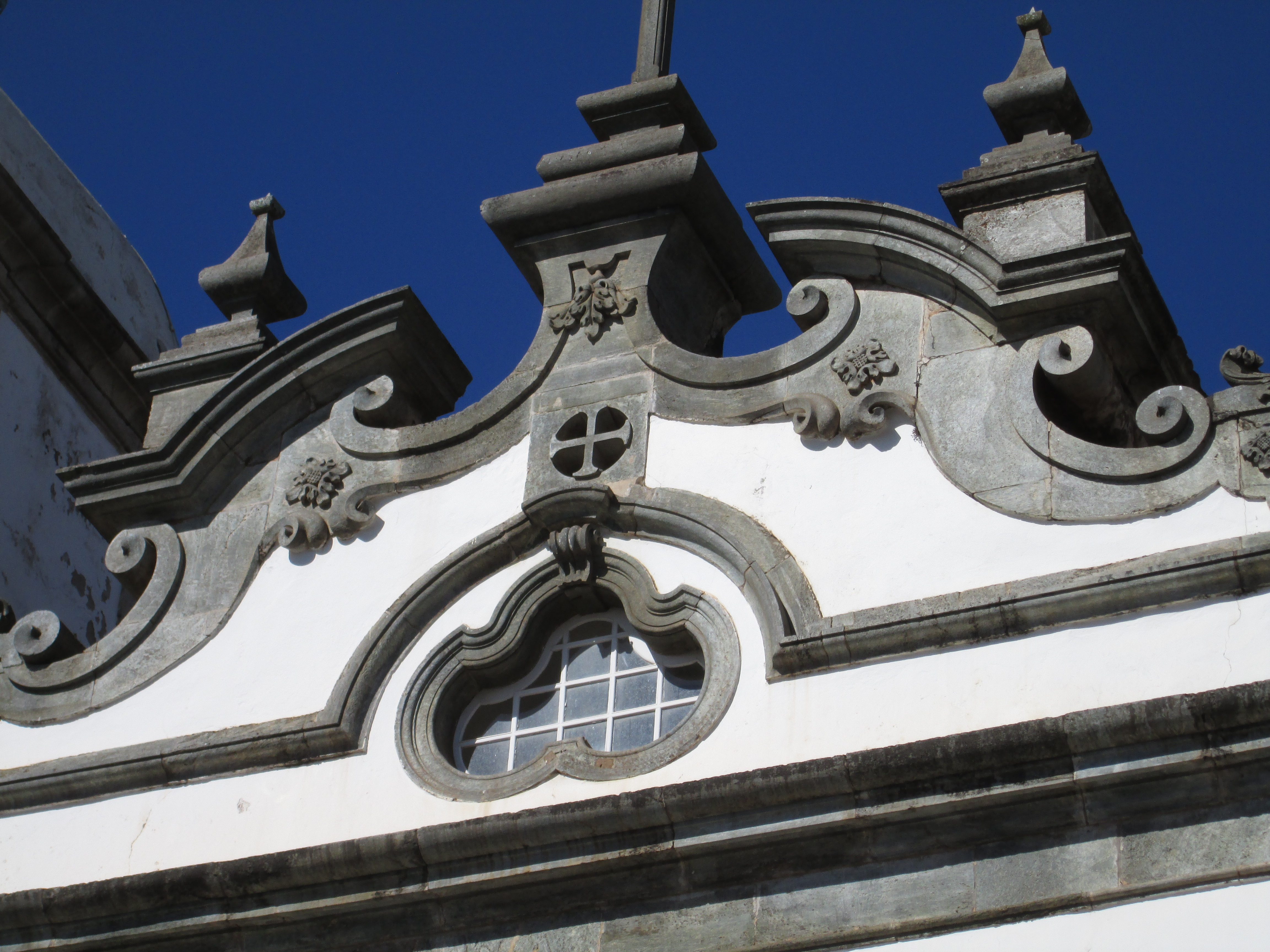
Détail du fronton de l'église.

Le fondateur meurt en 1765, et les travaux se poursuivent sous la supervision de ses successeurs, d'abord Gonçalves de Vasconcelos, puis Inácio Gonçalves Pereira. Au Portugal, une icône du Bom Jesus est commandée pour trôner sur le maître-autel, augmentant ainsi le prestige du culte. De 1765 à 1776, Dantas ajoute les tours et renforce la structure de la nef. L'éminent architecte et constructeur Francisco de Lima Cerqueira est dans la ville entre 1769 et 1773, mais on ne sait pas exactement ce qu'il y fait. Selon l'Institut national du patrimoine artistique et historique, il aurait participé à l'élévation de l'abside avec Tomás da Maia e Brito, collaboré à l'achèvement des clochers-tours, et aurait érigé le fronton.
En 1773, la structure est pratiquement achevée, tandis que la décoration de l'intérieur est toujours en cours de réalisation. João Gonçalves Rosa est chargé des travaux de menuiserie entre 1769 et 1790, et crée également l'oratoire de la sacristie, quatre flambeaux, une bibliothèque en bois de rose, le trône de Jésus crucifié et l'autel de la Casa dos Milagres (« Maison des miracles »), où sont conservés les ex-voto. La décoration extérieure est achevée en 1794 par Vicente Freire de Andrada.

### Description de l'église

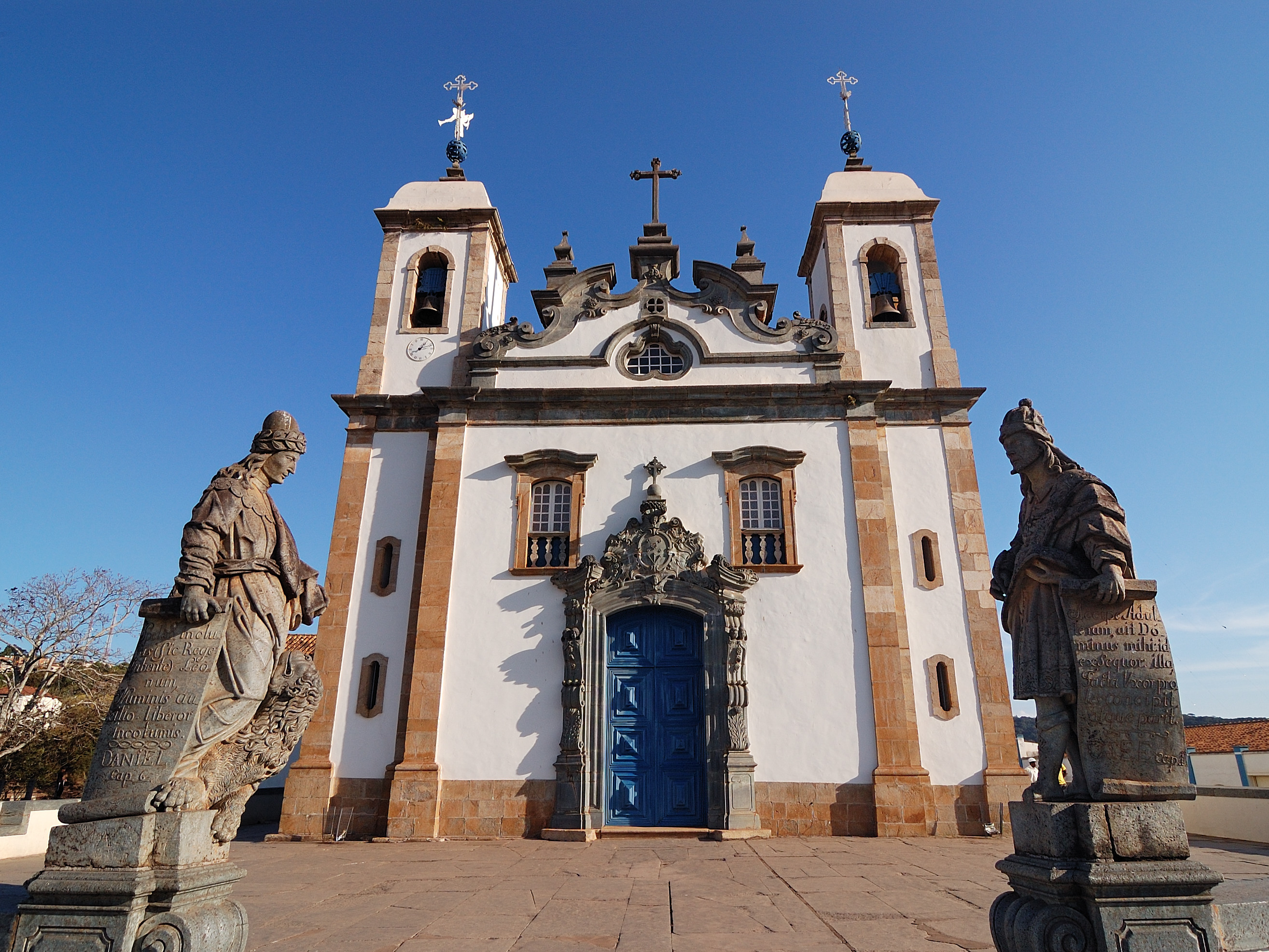
Façade de la basilique.

Le plan de l'église suit le modèle baroque colonial, avec une seule nef, un chœur au-dessus de l'entrée, et une abside séparée de la nef par un arc monumental. Des couloirs autour du chœur mènent à une sacristie à l'arrière. La façade est également typique de cette période, avec un bloc central pour le corps de l'église, avec une seule entrée ornée d'un cadre en pierre sculptée, formant un frontispice élaboré, dont le dessin a été attribué par Germain Bazin à Aleijadinho. Des rochers et des têtes de chérubins entourent un médaillon où sont inscrits les symboles de la Passion du Christ. Deux fenêtres avec balustrade et vergue en anse de panier s'ouvrent sur le niveau supérieur. Ce bloc est couronné par un fronton ornemental d'arcs brisés et de volutes, avec un oculus pyramidal au centre, sur lequel s'élève une croix flanquée de pinacles. Le bloc central est flanqué de deux clochers carrés, avec deux meurtrières au niveau inférieur et des arcs pour les cloches au niveau supérieur, éléments surmontés de flèche en forme de cloche, sur lesquelles ont été installées des croix soutenues par des sphères armillaires.

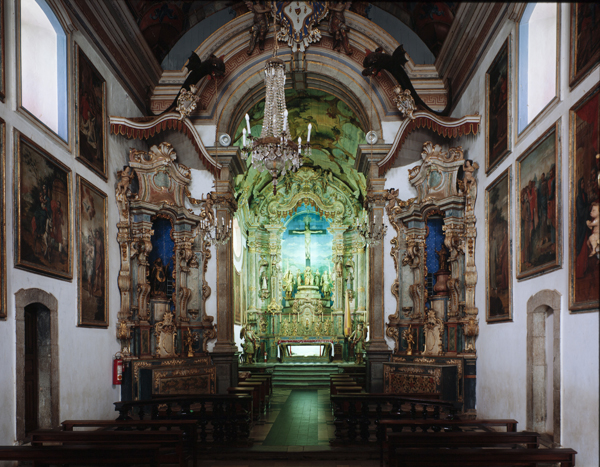
L'intérieur de la basilique.

Son intérieur est richement décoré en style rococo, composé de sculptures sur bois dorées sur les autels, de statues et de peintures sur les revêtements et les murs. Les autels de l'arc de la croix sont commencés entre 1765 et 1769 par Jerônimo Felix Teixeira, et achevés en 1772 par Manuel Rodrigues Coelho, puis dorés et peints par João Carvalhais pour l'autel de Santo Antônio et par Bernardo Pires da Silva pour celui de São Francisco de Paula. L'autel de la chapelle principale, réalisé entre 1769 et 1775, est le produit de João Antunes de Carvalho. Francisco Vieira Servas crée en 1778 les deux grands anges porte-flambeaux qui ornent le chœur, et les quatre reliquaires sont l'œuvre de l'atelier d'Aleijadinho, peints par Mestre Ataíde.

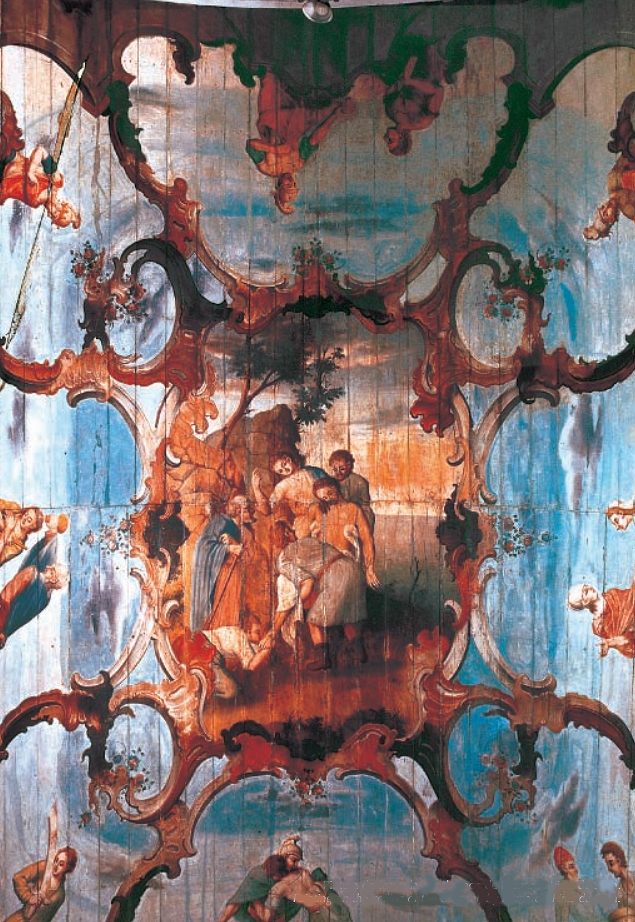
Plafond de l'abside, peint par Bernardo Pires da Silva.

La peinture du plafond de l'abside, réalisée entre 1773 et 1774 par Bernardo Pires da Silva, représente la Mise au tombeau de Jésus. La composition principale du médaillon central est entourée de galets et de figures allégoriques assises sur un balcon qui imite en trompe-l'œil l'architecture réelle. L'approche de la composition suit le modèle de la « peinture relocalisée », typique de la tradition portugaise de la peinture de plafond, où, contrairement au courant italien — mené principalement par Andrea Pozzo et qui dominait une grande partie de l'Europe au XVIIIe siècle —, la scène centrale n'est pas raccourcie. Selon l'appréciation de Marco Aurélio Careta,

« Cette représentation de la Mise au tombeau pourrait bien être l'une des peintures murales, l'un des panneaux décorant le chœur dans lequel il se trouve. Ce constat […] ne diminue en rien la valeur de l'œuvre de Bernardo Pires. Sa composition est d'une très grande richesse décorative, voire d'une légèreté et d'une unicité qui ont été consacrées comme étant caractéristiques de l'esprit du rococo religieux du Minas Gerais. »

Parmi les éléments décoratifs de la nef, deux grands dragons tenant des lampes se détachent, et des animaux fantastiques sont sculptés à la base des chaires. Les panneaux à l'intérieur de l'église, qui racontent l'histoire de la rédemption de l'homme du péché originel jusqu'à la glorification de Jésus au ciel aux côtés de Dieu le Père, représentée au plafond de la nef, sont peints par João Nepomuceno Correia e Castro,. Careta a également laissé des observations sur la composition du plafond :

« La peinture de la nef du Santuário de Congonhas do Campo, exécutée entre 1777 et 1787 par João Nepomuceno Correia e Castro, est proche de l'œuvre de Bernardo Pires da Silva, non seulement en raison de leur contiguïté spatiale mais aussi parce que ce peintre a réalisé une œuvre au ton décoratif, malgré les différences significatives entre éléments qu'elle présentent. […] Elle possède plus d'épaisseur et de profondeur, et parfois elle ne semble même pas respecter exactement la courbure de son support. Le long du vaste revêtement de la nef, de robustes piliers semblent soutenir des arcs d'une tectonique fantastique qui ont pour fonction de soutenir ou d'encadrer le cadre central. […] On peut y voir une représentation de la Sainte Trinité, qui peut aussi servir d'exemple fidèle d'un « tableau d'autel fixé au plafond ». Ce n'est que sans l'attente d'y voir un tableau en perspective illusionniste, comme celui de Pozzo, et donc en étant plus ouvert à lui, que l'on peut contempler ses qualités indéniables. […]
Il y a cependant une extraordinaire beauté dans ces surfaces sur lesquelles, selon Negro (1958), Ataíde a ajouté des coquillages. Ces ajouts et d'autres faits par ledit peintre entre les années 1818 et 1819, ont donné des caractéristiques rococo à une œuvre qui pourrait avoir un style un peu particulier, et l'ont adaptée au « style moderne », comme on le disait à l'époque, mais certainement sans lui enlever aucune caractéristique spatiale essentielle. »

## L'esplanade

### Description générale

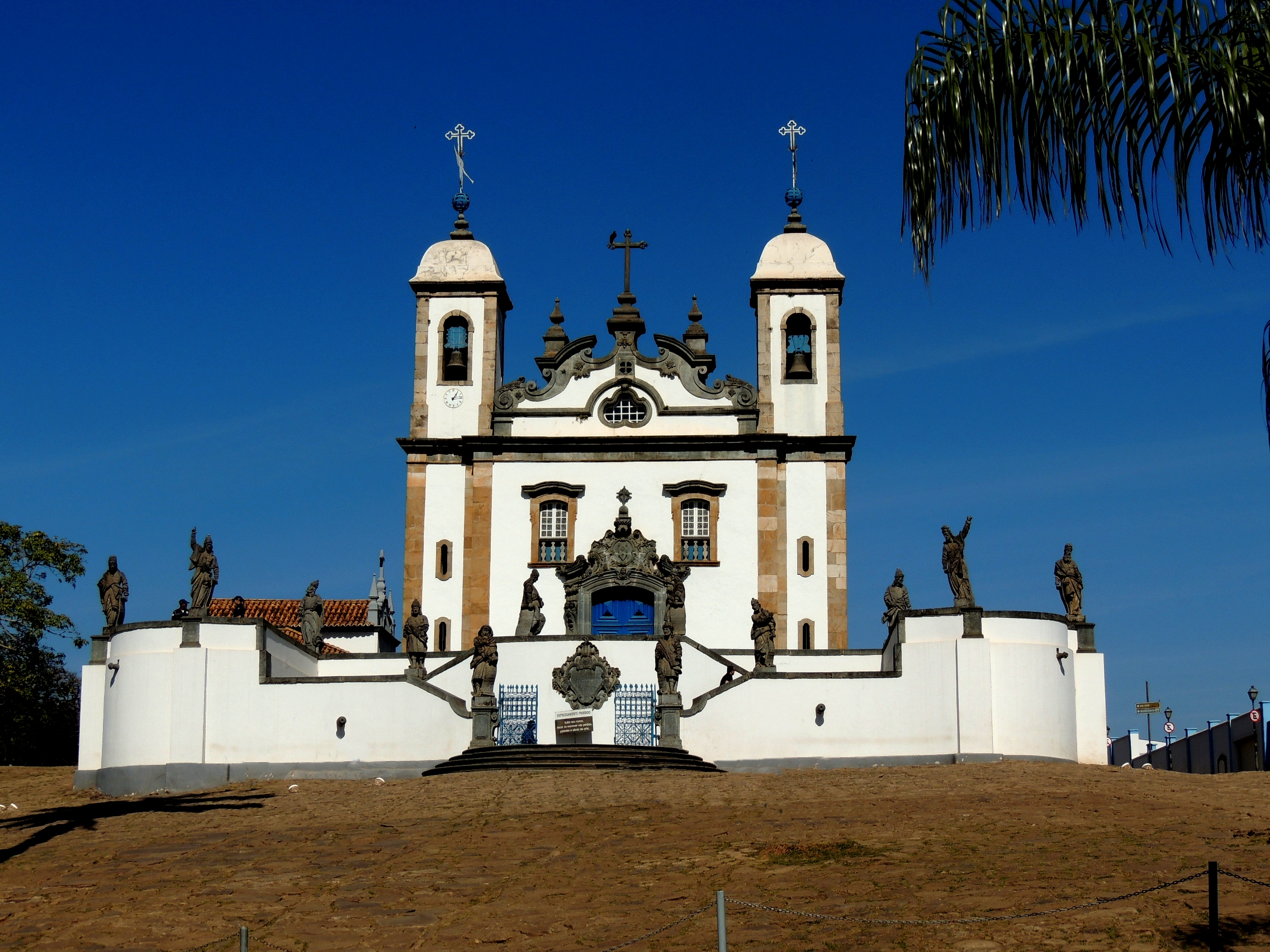
Ensemble de l'église avec son esplanade.

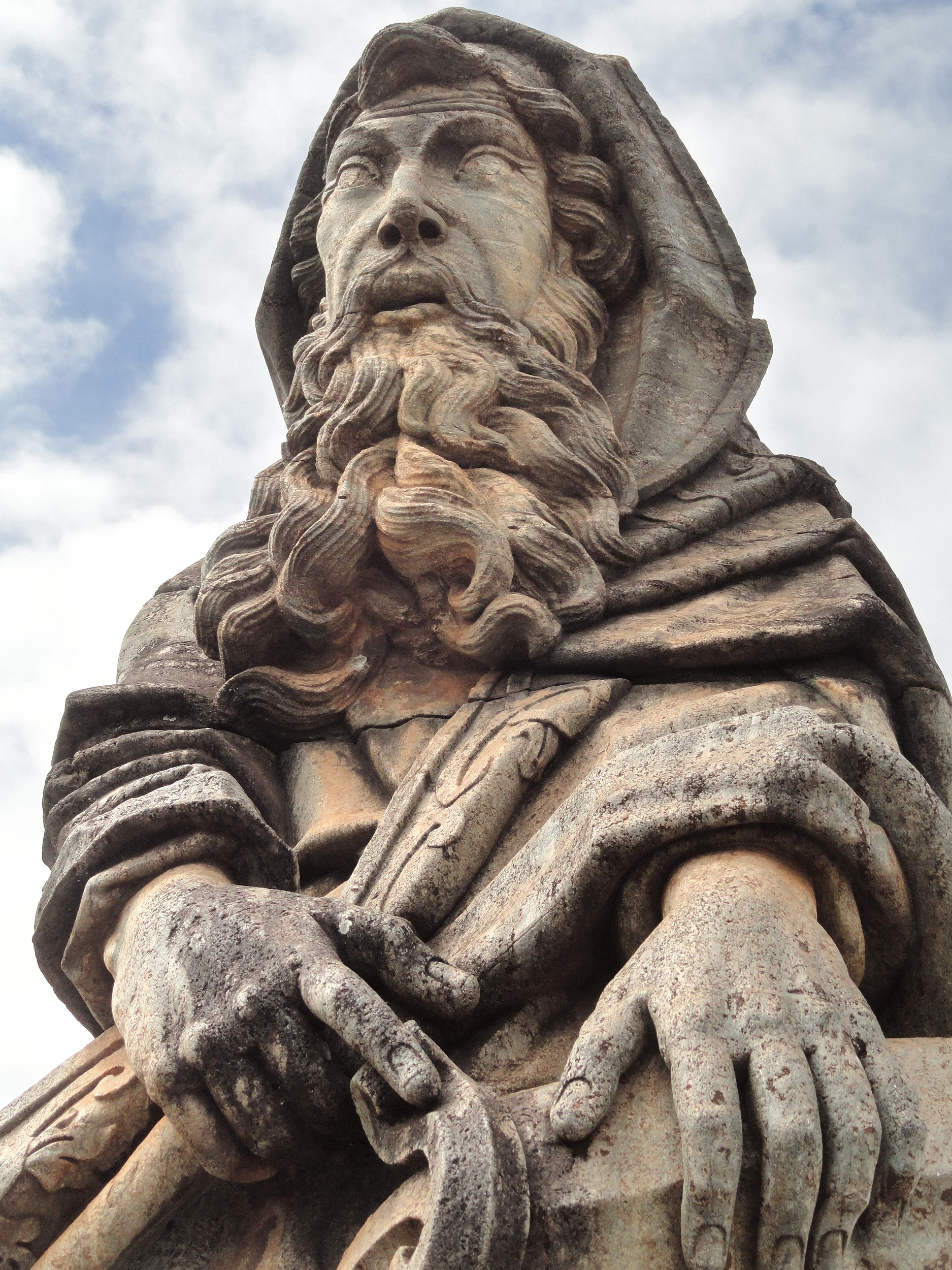
Le prophète Isaïe, sculpté par Aleijadinho.

L'originalité de l'ensemble est son esplanade dotée d'un escalier en terrasse de lignes courbes, commencé en 1777, terminé en 1790, et décoré plus tard par les célèbres statues des prophètes créées par Aleijadinho. Il forme une structure sans parallèle dans la tradition architecturale coloniale du Brésil, mais qui a des antécédents au Portugal comme le Sanctuaire du Bon Jésus du Mont, à Braga, et le Sanctuaire de Notre-Dame des Remèdes, à Lamego,.
L'organisation scénographique des prophètes propose un jeu de gestes rythmés qui rappellent un ballet et a été considérée par de nombreux auteurs comme étant parfaite, aussi bien du point de vue des caractéristiques du baroque (dans les effets théâtraux, c'est le point idéal d'où l'on doit voir le spectacle) que pour proposer différents angles de vue. On a longtemps pensé que la structure de l'escalier était conçue par Aleijadinho, mais l'analyse récente des documents qui ont survécu tend à rejeter cette opinion. Aujourd'hui, la paternité probable du projet est attribuée à son exécuteur testamentaire, Tomás de Maia e Brito. Le maître tailleur de pierre Antônio Gomes a également brièvement collaboré à la construction,. Pour John Bury,

« Cette cour monumentale, avec ses larges parapets et son escalier élaboré, est une œuvre pleine de dignité et de bonnes proportions. L'effet de base est simple, mais derrière cette apparente simplicité, on trouve une harmonie complexe dans le contraste des lignes concaves et convexes qui donnent de la variété et du mouvement à l'ensemble, l'empêchant de tomber dans la monotonie et le poids excessif. Ainsi, l'architecture de l'esplanade constitue en soi une réalisation de qualité, mais lorsqu'on la considère avec les statues des prophètes, qui remplissent leur fonction, nous avons un de ces magnifiques et spectaculaires assemblages architecturaux d'éléments indépendants dans lesquels les artistes de style excellent. »

« Dans cet ensemble, les figures des prophètes prennent une valeur architecturale parallèle à celle de la sculpture, et l'effet global obtenu est authentiquement baroque. On peut comparer les statues des Congonhas aux onze statues qui se trouvent au sommet de la façade de l'église Saint-Jean-de-Latran, à Rome, au milieu du XVIIIe siècle, car dans les deux groupes, les figures gesticulantes jouent un rôle d'équilibre dans la composition architecturale. À Congonhas, cependant, les figures ont été avancées et abaissées jusqu'au niveau du parapet de l'esplanade de l'église, se rapportant à la porte de l'église dans le plan horizontal, et non dans la verticale, comme dans l'église de Saint-Jean de Latran. De ce point de vue, on peut aussi reconnaître dans l'ensemble de Congonhas le point culminant des expériences d'Aleijadinho en matière de conception tridimensionnelle et de décoration des façades. »

### Les prophètes de l'escalier

Schéma de l'escalier avec la disposition des prophètes. La numérotation correspond à la liste dans le texte.

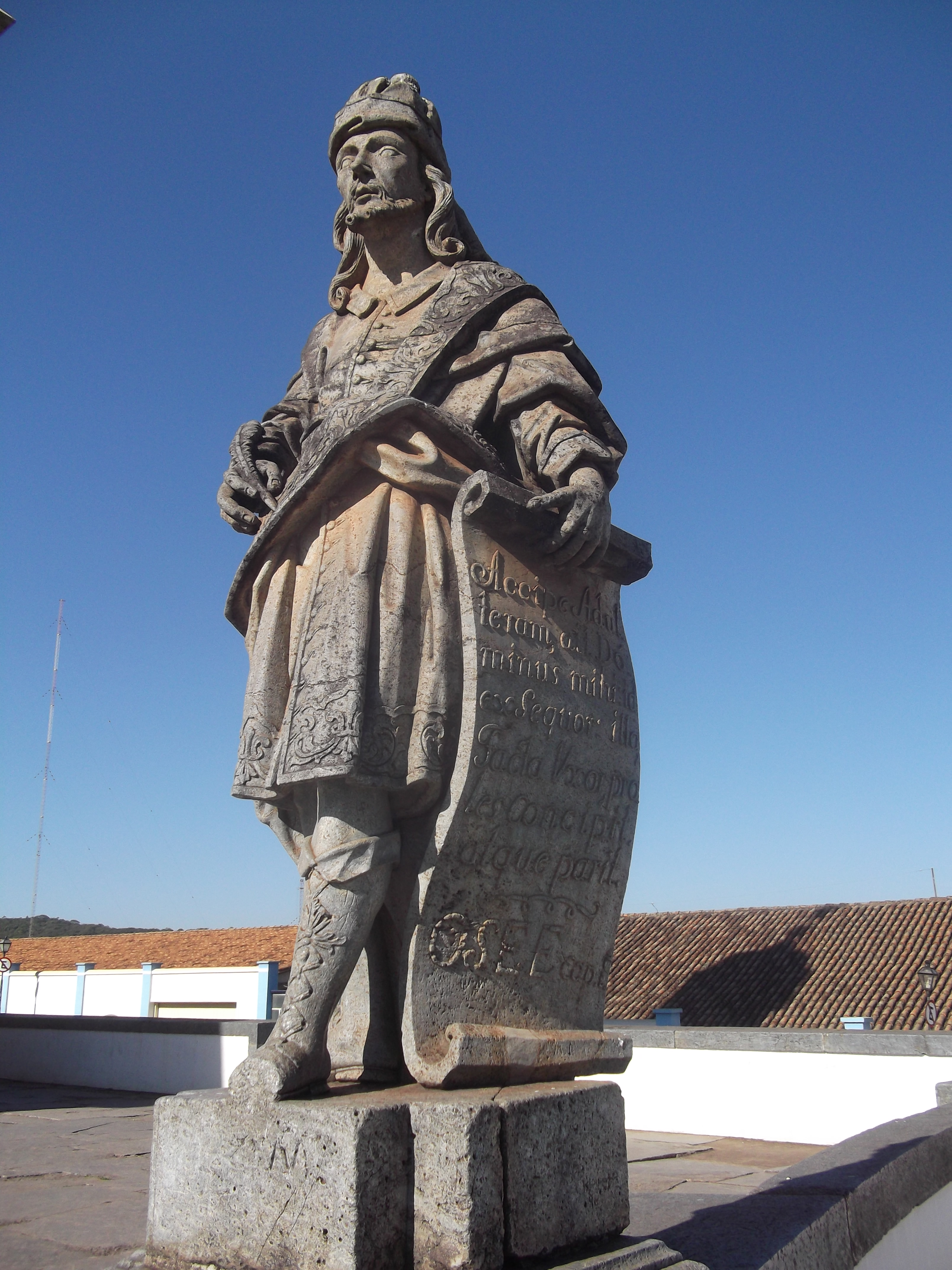
La statue d'Osée.

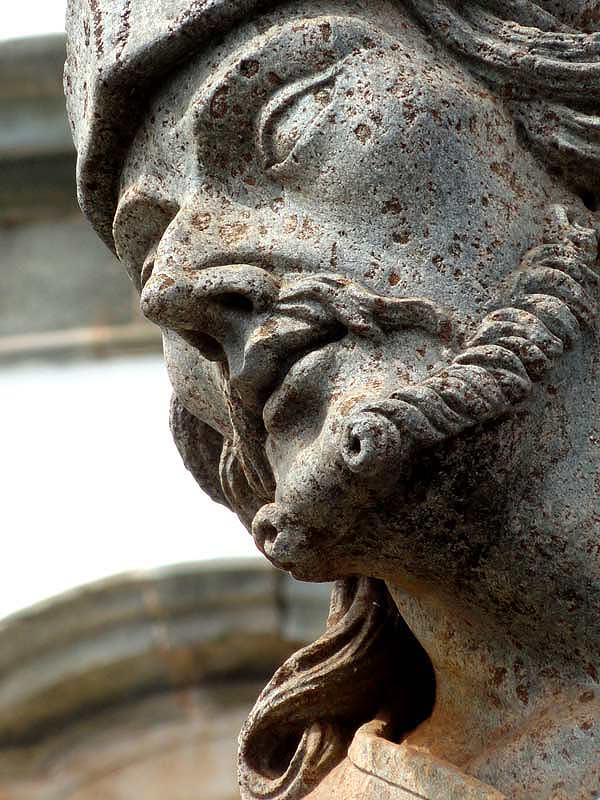
Détail de la statue d'Ézéchiel.

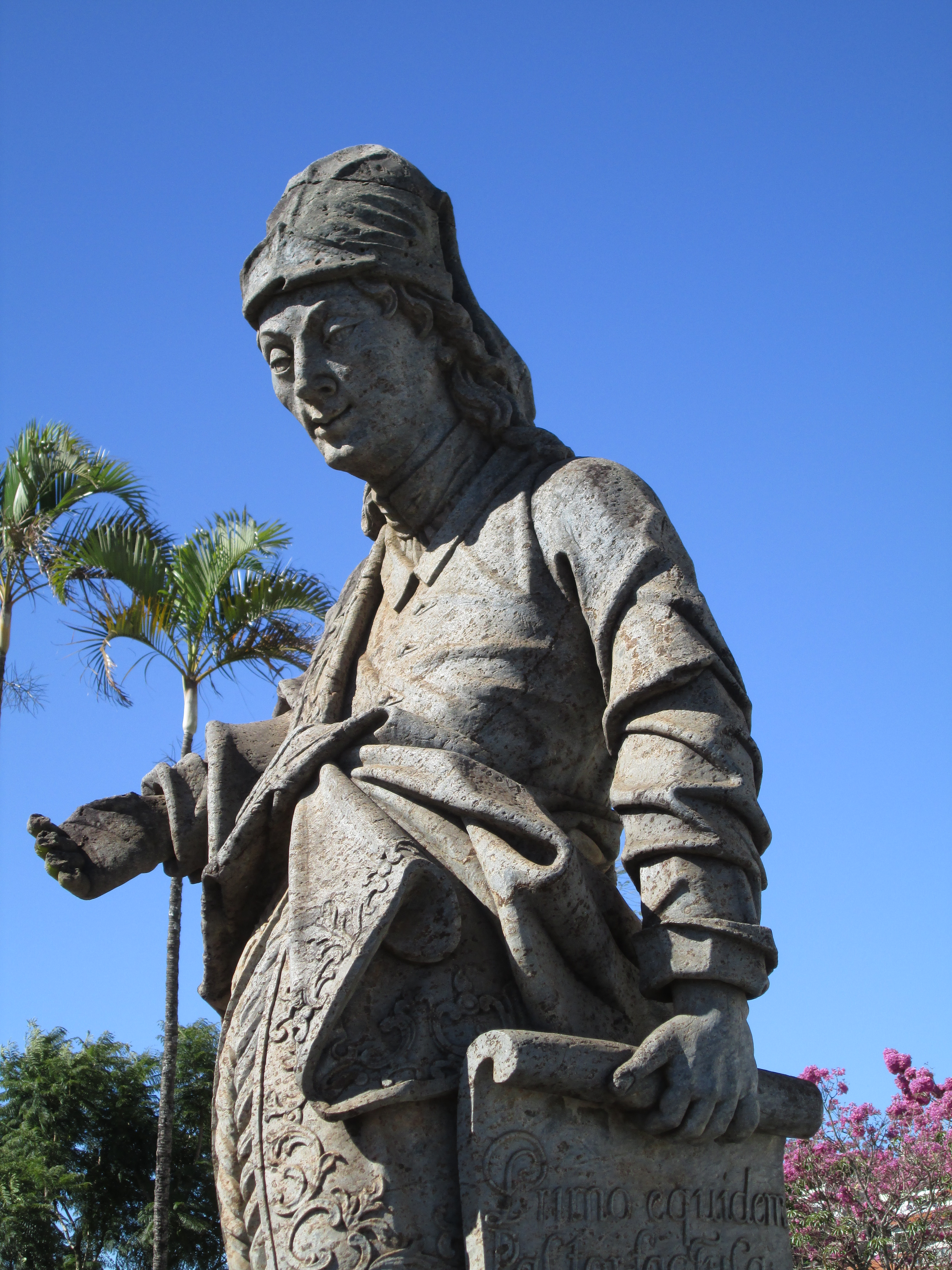
Détail de la statue d'Amos.

En 1800, Aleijadinho commence l'exécution des images en stéatite de douze prophètes de l'Ancien Testament, qui s'achève en 1805. Chacun d'eux tient un parchemin avec un message qui invite à la réflexion et à la pénitence, ou qui annonce la venue du Messie. L'entrée est flanquée de deux grands prophètes : Jérémie et Isaïe. Marcia Toscan fait la synthèse suivante de leurs attributs, en s'appuyant sur une traduction par José Tobias Zicu des textes latins qui les présentent :
1. Isaïe : ses prophéties ont montré aux Israélites leur infidélité et ont prédit les châtiments de Dieu. « Je pleure le désastre de la Judée et la ruine de Jérusalem, et je supplie mon peuple de revenir à l'Éternel. »
2. Jérémie : a prédit le triomphe des Chaldéens, la destruction de Jérusalem et de Babylone. « Je pleure le désastre de la Judée et la ruine de Jérusalem. Je prie pour qu'ils reviennent à leur Seigneur. »
3. Baruch : était le secrétaire de Jérémie, dont il notait les oracles. « J'annonce l'incarnation du Christ et la fin du monde et j'avertis les bons. »
4. Ézéchiel : le centre de ses prophéties était de montrer aux Juifs que Dieu avait accompli ses promesses et ses châtiments. « Je décris les quatre bêtes, au milieu des flammes, des roues terribles et du trône éthéré. »
5. Daniel : a fait reconstruire la ville de Jérusalem. « Taisez-vous par ordre du roi dans la fosse aux lions, je suis sain et sauf, sous la protection de Dieu. »
6. Osée : choisi par Dieu pour annoncer les châtiments aux royaumes de Juda et d'Israël et le bonheur dans le royaume du Messie. « Recevez la femme adultère, m'a dit le Seigneur ; c'est ce que je fais. Elle devient une épouse, elle conçoit et porte de nombreux enfants. »
7. Jonas : a été puni par Dieu et jeté à la mer pour avoir ignoré un ordre. « Avalé par le monstre, je passe trois jours et trois nuits, dans le ventre du poisson, puis je viens à Ninive. »
8. Joël : a exposé à la Judée les maux qui l'assaillent. « En Judée, j'explique à quel point la chenille, la sauterelle, le scarabée et le champignon vont faire du mal à la terre. »
9. Amos : a exercé ses ministères à Béthel, centre de l'idolâtrie en Israël. « D'abord un simple berger, puis un prophète. J'investis contre les vaches grasses et les dirigeants. »
10. Nahum : prophétise la destruction de Ninive et de l'Assyrie. « Je poursuis Ninive et je dis : qu'il y ait un châtiment contre l'Assyrie paresseuse, qui doit être totalement détruite. »
11. Abdias : le plus ancien des prophètes. Prédit la ruine de l'idolâtrie et l'établissement du royaume divin. « J'accuse les nations et vous, peuples de l'Idumée. Je vous annonce la triste ruine. »
12. Habacuc : a prédit la destruction de Juda par les Chaldéens. « Je t'accuse, Babylone, tyran de la Chaldée, mais à toi, Dieu qui me soutient, je chante dans des psaumes. »

Ils ont presque tous le même type physique, celui d'un jeune homme au visage allongé, à la barbe fine et bipartite, aux cheveux longs qui tombent en grappes, vêtu d'élégants vêtements typiques du XVe siècle, ce qui suggère une inspiration tirée d'anciennes estampes qui circulaient à l'époque dans la colonie et qui ont servi de modèles à de nombreux artistes brésiliens. Germain Bazin a étudié comparativement les gravures florentines de la Renaissance et a trouvé de nombreux parallèles avec les costumes des prophètes. Seuls Nahum et Isaïe semblent être d'un âge avancé, et seul Amos porte un vêtement de berger.
Les critiques ont du mal à expliquer les nombreuses déformations que l'on trouve dans les figures des prophètes. Pour certains, elles seraient le résultat du travail d'assistants mal préparés du maître Aleijadinho ; pour d'autres, elles seraient le résultat des blessures aux mains que le sculpteur a subies, ce qui l'a empêché de travailler en toute sécurité, et d'autres encore les comprennent comme des ressources expressives intentionnellement prévues pour provoquer un effet plus dramatique, conforme à l'esprit baroque qui les anime. En raison de la perfection de sa finition, on pense que seule la figure de Daniel a été entièrement réalisée par le maître. Quoi qu'il en soit, l'ensemble a été salué par de nombreux auteurs comme un arrangement de caractéristiques chorégraphiques, exécutant, avec ses postures variées, une « danse » cohérente et habilement orchestrée,,,. Pour Myriam Oliveira, « les images conçues pour participer à des scènes sculpturales ne peuvent s'appréhender que dans la totalité de leur intention esthétique et iconographique dans le cadre de l'action,. » Selon Soraia Silva,

« Ce qu'Aleijadinho a effectivement fait figurer dans ce travail, c'est une dynamique posturale d'oppositions et de correspondances. Chaque statue représente un personnage spécifique, avec son propre discours gestuel. Mais malgré cette indépendance dans l'espace représentatif et même dans l'espace physique, ils maintiennent un dialogue corporel, formant une unité intégrée dans la danse prophétique de l'annonce de la vie, de la mort et de la renaissance. »

Giuseppe Ungaretti, qui a été touché par l'expressivité des figures, la considérant comme mystique, a déclaré que « les prophètes d'Aleijadinho ne sont pas baroques, ils sont bibliques », ce que John Bury, l'un des plus éminents historiens de l'art colonial brésilien, a analysé ainsi :

« Les prophètes d'Aleijadinho sont des chefs-d'œuvre, et cela sous trois aspects distincts : architecturalement, en tant que groupe ; individuellement, en tant qu'œuvres sculpturales, et psychologiquement, en tant qu'étude des personnages qu'ils représentent. De ce dernier point de vue, ce sont […] les sculptures de personnages de l'Ancien Testament les plus satisfaisantes qui aient jamais été exécutées, à l'exception du Moïse de Michel-Ange. […] Il est peu probable que le sculpteur ait eu une quelconque influence sur la sélection, encore moins sur le choix fondamental de représenter les prophètes au lieu, par exemple, des apôtres. D'autre part, la pensée et le sentiment profonds qui se dégagent de cette interprétation extrêmement personnelle indiquent que les prophètes étaient un sujet avec lequel l'artiste se sentait en grande affinité. […] La profondeur du travail d'Aleijadinho lui confère une position unique dans l'art colonial portugais et espagnol. En fait, il aspire à une position qui dépasse les limites coloniales, et peut donc être salué comme la grande découverte de cette génération, tout comme l'a été la peinture du Greco pour la génération passée. »

De la même manière que pour les groupes de chapelles, le groupe des prophètes s'est prêté à des interprétations variées qui traversent les domaines de l'esthétique et de la culture et pénètrent dans la philosophie et la mystique chrétienne, et plusieurs auteurs réputés (Fausto, Jorge, Mucci et Vasconcellos) pensent qu'Aleijadinho les a conçues comme des allégories des Inconfidentes, identifiant chacune d'entre elles à l'un des personnages les plus marquants de la conspiration du Minas Gerais, mais cette association a suscité des polémiques, car il n'existe aucune preuve concrète que l'artiste s'intéressait à la politique. Avec les groupes de chapelles, les prophètes sont considérés comme le meilleur de la production de sculpture d'Aleijadinho. Synthétisant l'opinion des universitaires, Latuf Isaias Mucci observe que « tous les critiques, et les spectateurs, sont unanimes à admirer « l'image d'une beauté rare », la « Bible en pierre à savon», inscrite par un artiste déformé par la maladie et la douleur ». L'œuvre d'Aleijadinho a inspiré ces vers de Carlos Drummond de Andrade :
| Esse mulato de gênio lavrou na pedra-sabão todos os nossos pecados, as nossas luxúrias todas, e esse tropel de desejos, essa ânsia de ir para o céu e de pecar mais na terra (...) Era uma vez um Aleijadinho, não tinha dedo, não tinha mão, raiva e cinzel lá isso tinha, era uma vez um Aleijadinho, Era uma vez muitas igrejas com muitos paraísos e muitos infernos, era uma vez São João, Ouro Preto, Sabará, Congonhas, era uma vez muitas cidades, e um Aleijadinho era uma vez. | Ce mulâtre de génie sculpta dans la pierre à savon tous nos péchés, toutes nos convoitises, et ce trésor de désirs, ce désir d'aller au ciel et à pécher davantage sur terre (...) Il était une fois un Aleijadinho, il n'avait pas de doigt, pas de main, la colère et le ciseau, c'est ce qu'il avait, Il était une fois un Aleijadinho, Il était une fois de nombreuses églises avec beaucoup de paradis et beaucoup d'enfers, Il était une fois São João, Ouro Preto, Sabará, Congonhas, Il était une fois de nombreuses villes, et un Aleijadinho il n'était qu'une fois. | Photographie en noir et blanc. Deux statues : la première au premier plan représente Baruch, richement vêtu et portant un grand parchemin ; la deuxième, en arrière-plan, représente Jonas regardant vers le ciel. |

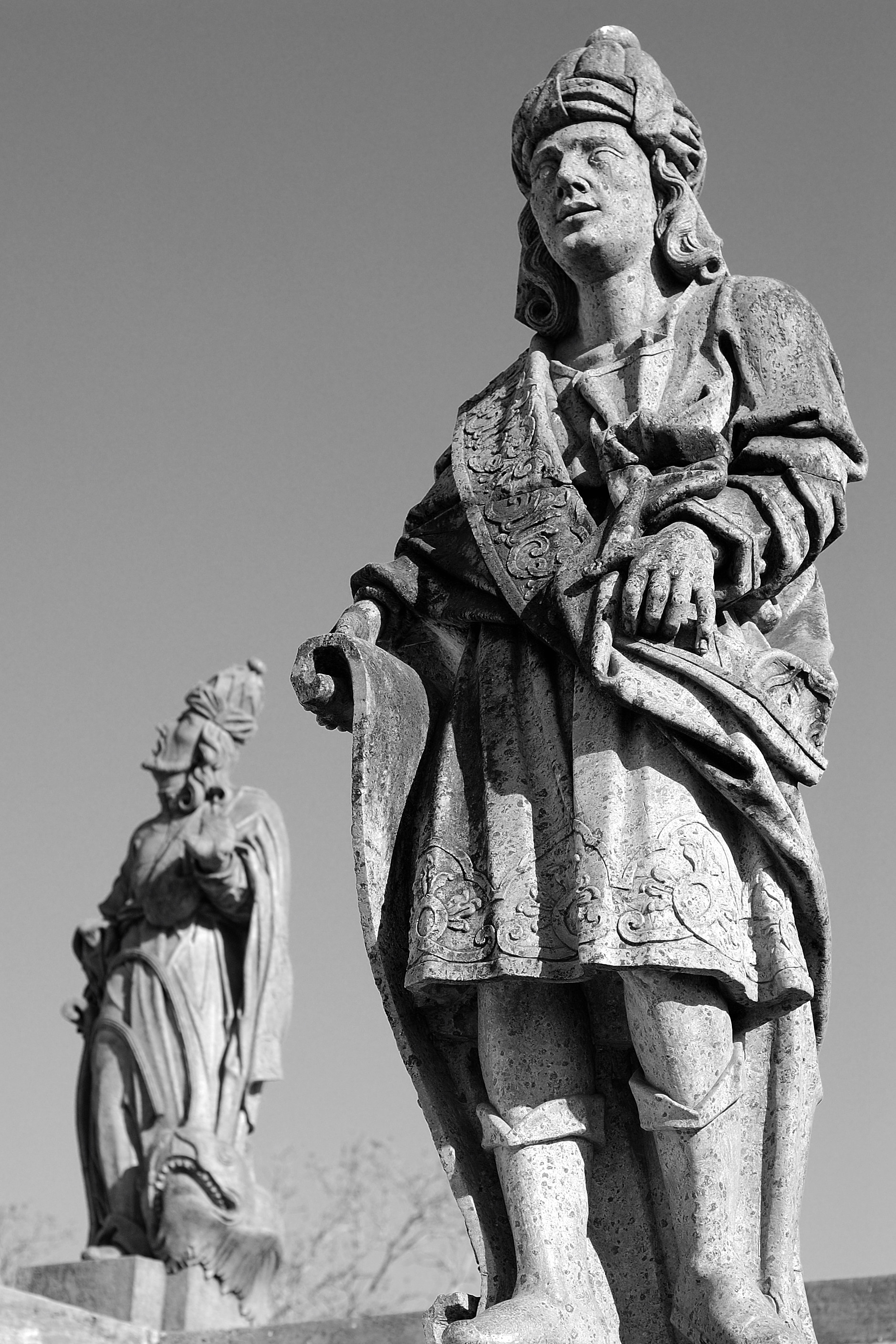
La statue de Baruch en premier plan, avec celle de Jonas en arrière-plan.

## Les six chapelles des étapes de la Passion

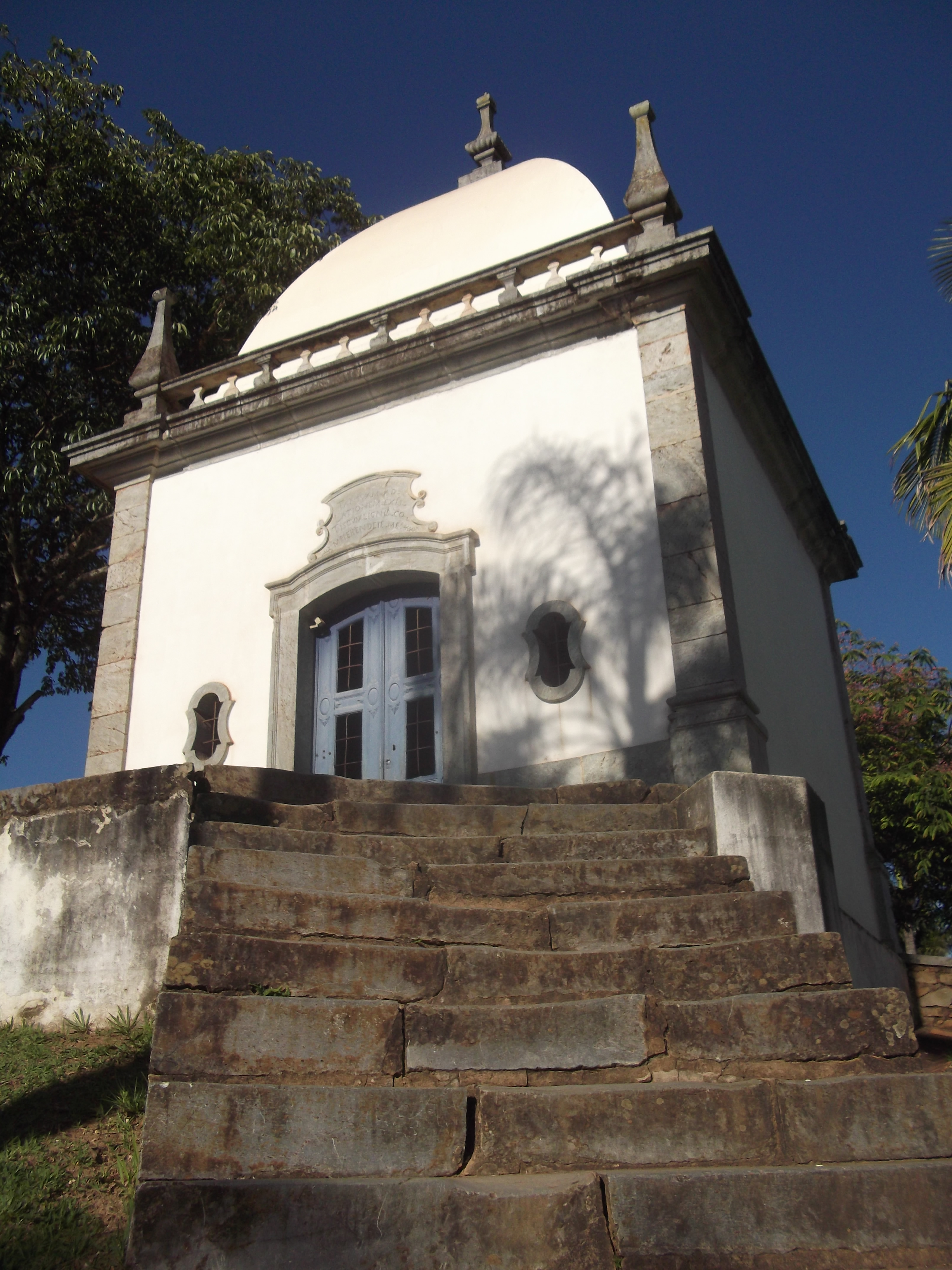
Accès à l'une des chapelles.

Les chapelles où sont installées les scènes de la Passion du Christ ne sont construites que bien après l'achèvement de l'église, selon un projet de Vicente Freire de Andrada. L'activité d'Aleijadinho et de son atelier dans l'élaboration des 66 statues qui composent l'ensemble est documentée à partir de 1796. Réparties dans six chapelles, elles présentent sept des étapes de la Passion.
Le travail d'Aleijadinho et de ses assistants dure trois ans et cinq mois. Entre 1798 et 1799, les peintres Francisco Xavier Carneiro et Mestre Ataíde sont engagés pour les finitions : l'incarnation et le rembourrage des images, c'est-à-dire les raffiner et les peindre. Les peintures ne sont réalisées qu'une fois les chapelles achevées — 1808 pour les pièces de la Cène ; 1818 pour celles du Jardin et de l'Arrestation. Les travaux s'arrêtent alors, et reprennent en 1864, la dernière étant terminée en 1875. On suppose que la polychromie des groupes d'images date de cette époque, ayant une finition de qualité inférieure à celle du travail d'Ataíde et de Carneiro. Les peintures murales des chapelles, également attribuées à Ataíde, montrent des éléments d'architecture ou de paysage.

La montée du calvaire de la chapelle 1 à la chapelle 6, jusqu'au sanctuaire.

La mise en œuvre scénographique de l'église au sommet d'une colline a permis de concevoir le complexe sur le modèle de la montagne sainte, une typologie architecturale ou urbaine qui cherche à reproduire le chemin de Jésus dans ses derniers jours, de la Sainte Cène à sa mort sur la croix. Cette typologie s'est développée après la conquête de Constantinople par les Maures en 1453, ce qui a rendu difficile l'accès des chrétiens à la Terre sainte. L'objectif était d'évoquer ce qui ne pouvait plus être vu directement dans son lieu d'origine. Sur ces monticules, des statues grandeur nature facilitaient l'imitation de la réalité et l'identification des fidèles aux événements décrits,.
Le mont sacré — ou Sacro Monte — a connu un grand essor à l'époque baroque, où les aspects de la foi étaient mis en valeur par des scénographies percutantes, dramatiques et luxueuses, destinées à séduire et à ravir les dévots et à les conduire par ces moyens physiques à la contemplation des gloires spirituelles, ayant un but éminemment didactique et doctrinal,.
Dans le sanctuaire de Congonhas, le chemin de Jésus au Calvaire se déroule en zigzag, sur une pente où des processions pénitentielles sont organisées pour expier les fautes de la société opulente de la fin du XVIIIe siècle dans cet important centre minier du Nouveau Monde. D'après Monica Massara, ce parcours en zigzag a été conçu avant tout « pour rendre l'ascension plus pénible. Le pèlerin devait ressentir dans son propre corps les difficultés que le Christ lui-même rencontrait lorsqu'il marchait sur les pas de sa Passion ». En se déplaçant entre les chapelles sur la colline sacrée, le dévot observe le visage de Jésus strié par une douleur croissante.

### Chapelle 1: Cène

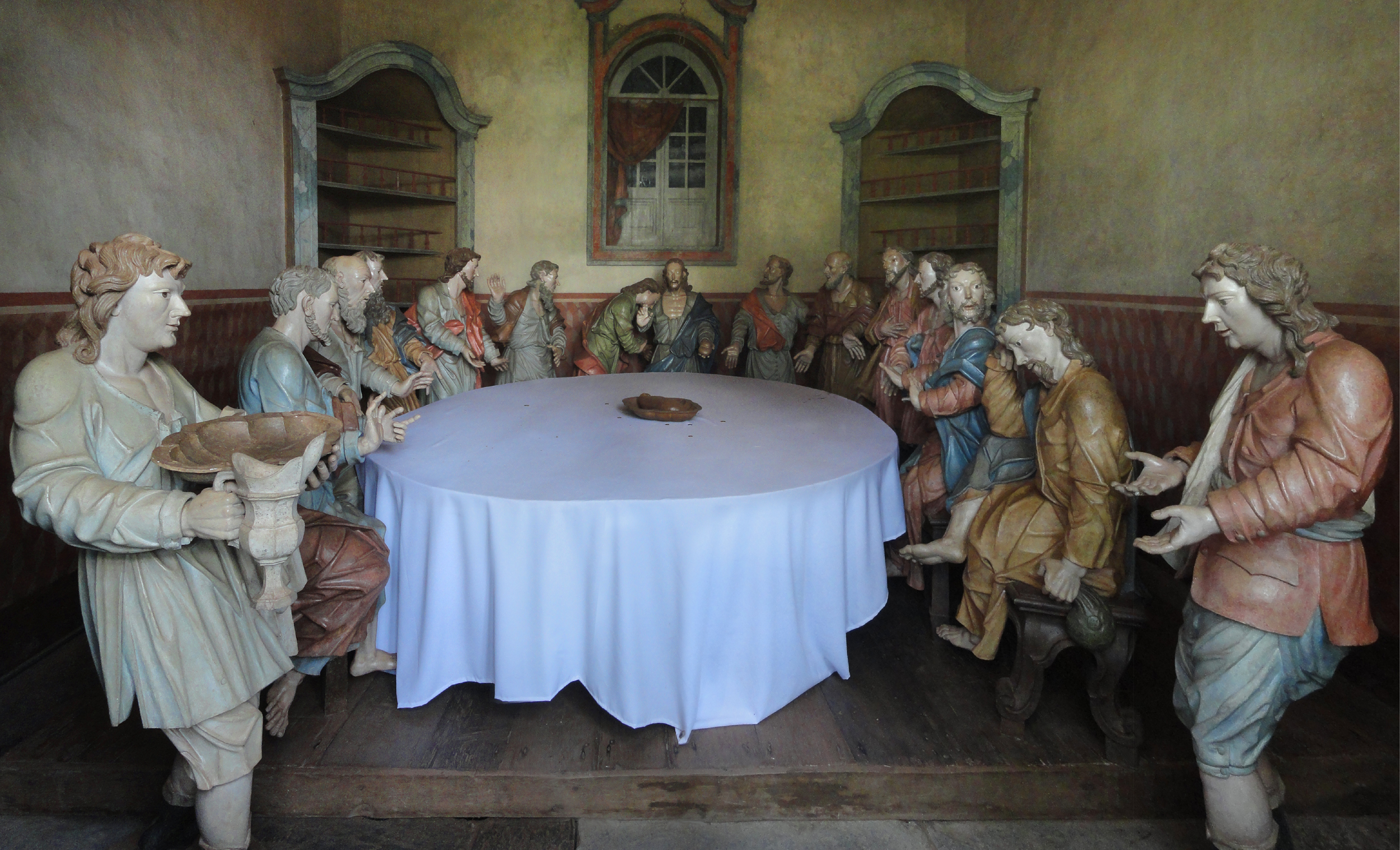
La Cène.

Jésus est assis avec ses disciples autour d'une table ronde. Deux préposés se tiennent prêts sur les côtés pour servir le repas final. La scène évoque le moment où Jésus déclare qu'il sera trahi par l'un d'entre eux, ce qui provoque l'agitation de ses disciples, chacun demandant : « Serai-je celui qui trahira ? » Jean, « le bien-aimé », allonge sa tête sur l'épaule de son maître. Les autres disciples adoptent des positions dynamiques, avec une gestuelle riche, et semblent en plein débat. Judas, le traître, se tient comme à l'écart, pensif, et tient un sac contenant l'argent pour lequel il a vendu Jésus. La scène rappelle également la perspective du sacrifice de Jésus, à l'occasion duquel a été institué le sacrement de l'Eucharistie, qui reproduit mystiquement le sacrifice du Christ incorporel et éternel par son incarnation dans la matière finie et périssable.

### Chapelle 2: agonie dans le Jardin des Oliviers

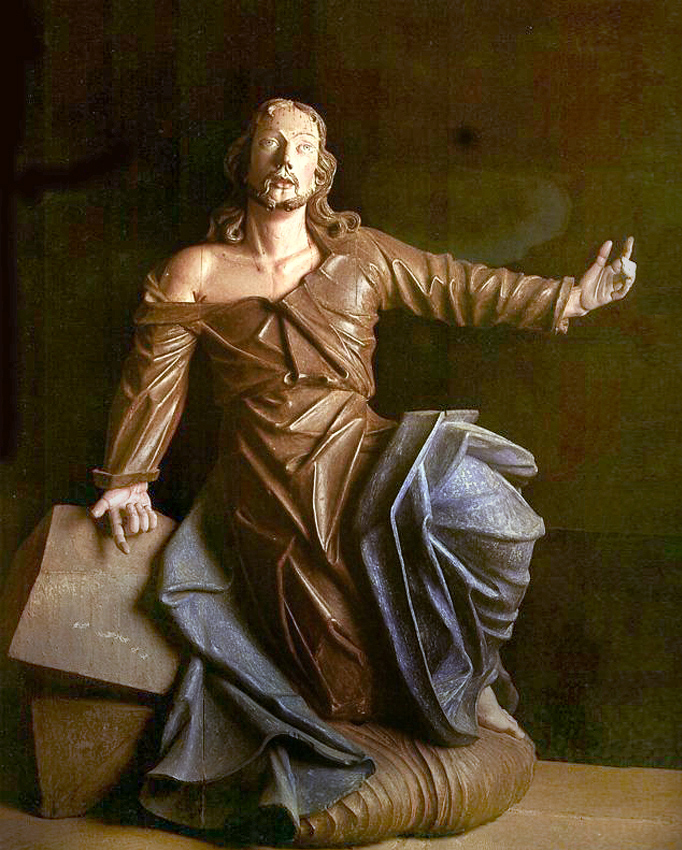
Jésus en agonie dans le Jardin des Oliviers.

Jésus, au centre de la scène, à genoux, prévoyant ses futures souffrances, agonise, et dialogue avec un ange qui en même temps le console et lui offre la coupe de l'amertume. Dans les coins de la chapelle, les disciples qui l'ont suivi au Jardin des Oliviers dorment, sans se rendre compte de ce qui se passe. Pour Myriam de Oliveira, « la force dramatique de la scène est en partie le fruit du contraste entre l'angoisse du Christ, traduite dans l'expression statique de son regard et la sueur du sang, et le sommeil des apôtres Jean et Jacques le Majeur ».

### Chapelle 3: arrestation de Jésus

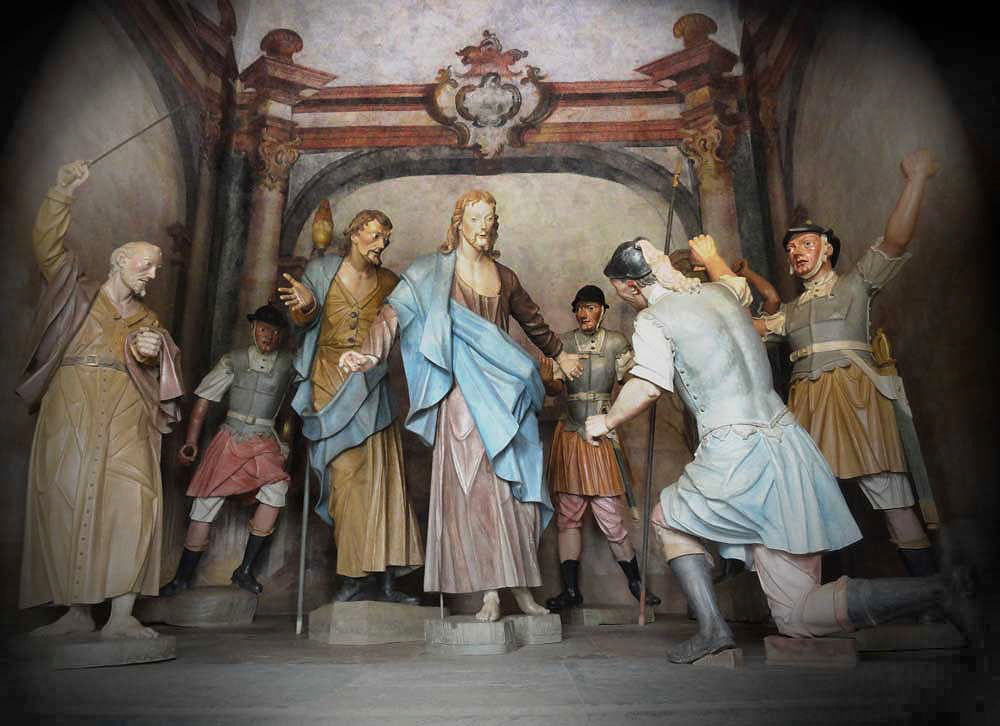
L'arrestation de Jésus.

C'est une scène animée, avec huit personnages. Jésus, au centre, est parmi les soldats qui sont venus le capturer pour l'amener devant leur juge. Pierre lève une épée pour défendre le maître, après avoir coupé l'oreille de Malchus, un des soldats. Jésus tient cette oreille dans sa main droite, sur le point de la rattacher miraculeusement à la tête du mutilé, tandis qu'il recommande aux siens de se taire, car son chemin est tracé. Judas, celui qui l'a trahi, est présent, et feint la surprise.

### Chapelle 4: flagellation de Jésus et couronnement d'épines

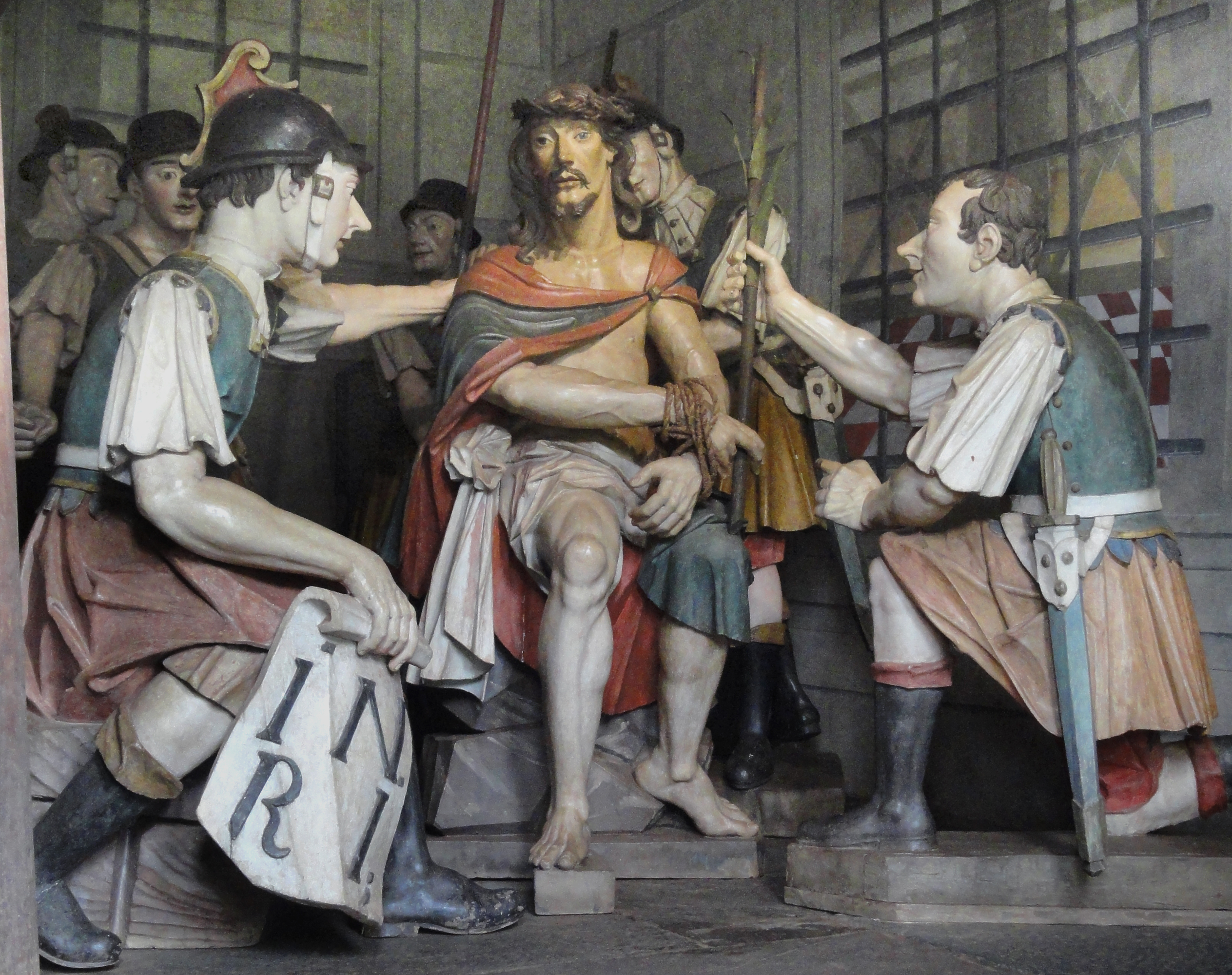
Le couronnement d'épines de Jésus.

La chapelle abrite deux scènes, séparées par un parapet. Dans le premier, Jésus, debout, ne portant qu'un cache-sexe, dans une attitude de totale passivité, est attaché à une colonne basse, entouré de soldats en postures dynamiques qui l'humilient et le torturent à coups de fouet. Son cou saigne à cause du frottement de la corde avec laquelle ils l'ont tiré.
Dans l'autre scène, Jésus est assis, portant une robe rouge qui symbolise à la fois sa dignité royale et l'intensité de son amour, mais qui avait été investie en lui par les soldats autour de lui pour se moquer de sa prétendue prétention à être le roi des Juifs. Il est couronné d'épines et tient une baguette qu'un des soldats lui offre, en guise de sceptre, des objets qui lui ont également été imposés pour l'humilier, alors qu'il continue à être torturé à coups de gifles. Son expression est pathétique.

### Chapelle 5: montée au Calvaire (Portement de croix)

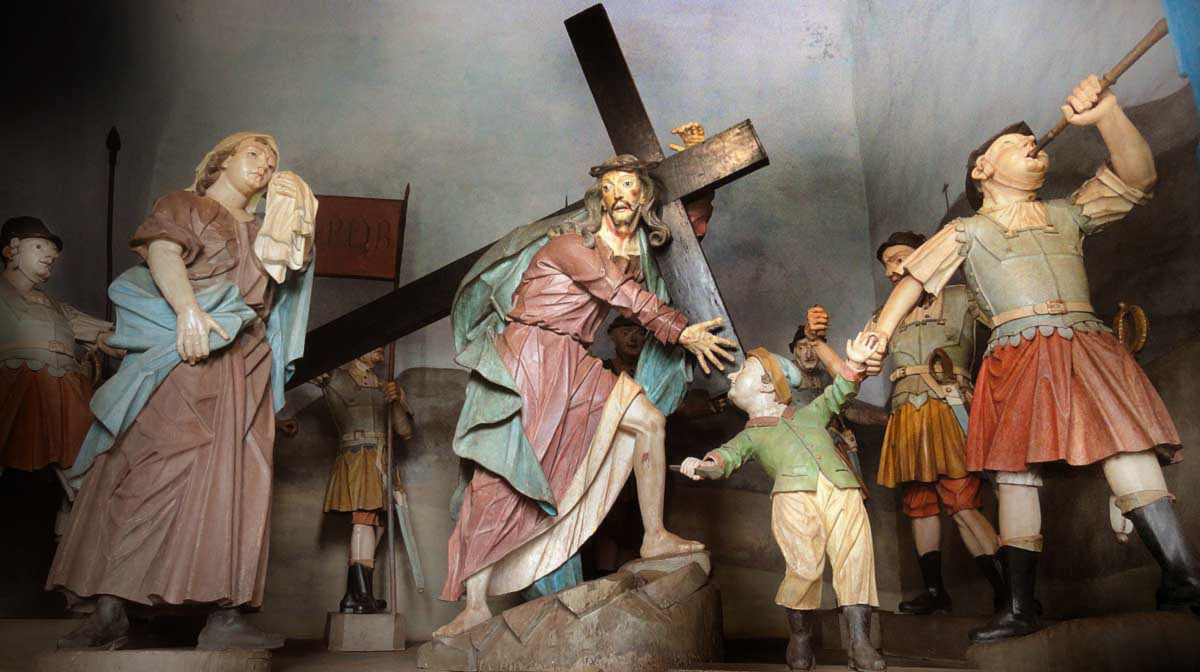
Le Portement de croix.

Il s'agit d'une scène complexe, avec onze images. Au centre, Jésus, avec une expression de souffrance, porte une grande croix. Derrière lui, des soldats se déplacent, deux s'apprêtent à le lapider, et l'un d'eux est au premier plan, soufflant dans une trompette pour ouvrir le chemin, tandis qu'à côté de lui, un garçon porte un des clous avec lesquels l'affligé sera cloué à l'arbre. Deux femmes en pleurs suivent, l'une d'elles tenant un enfant dans ses bras, et à l'arrière-plan un soldat porte la bannière de l'Empire romain, évoquant la puissance de Rome. Sur les murs de la chapelle sont peints le chemin de la Passion et le Mont du Golgotha.

### Chapelle 6: crucifixion

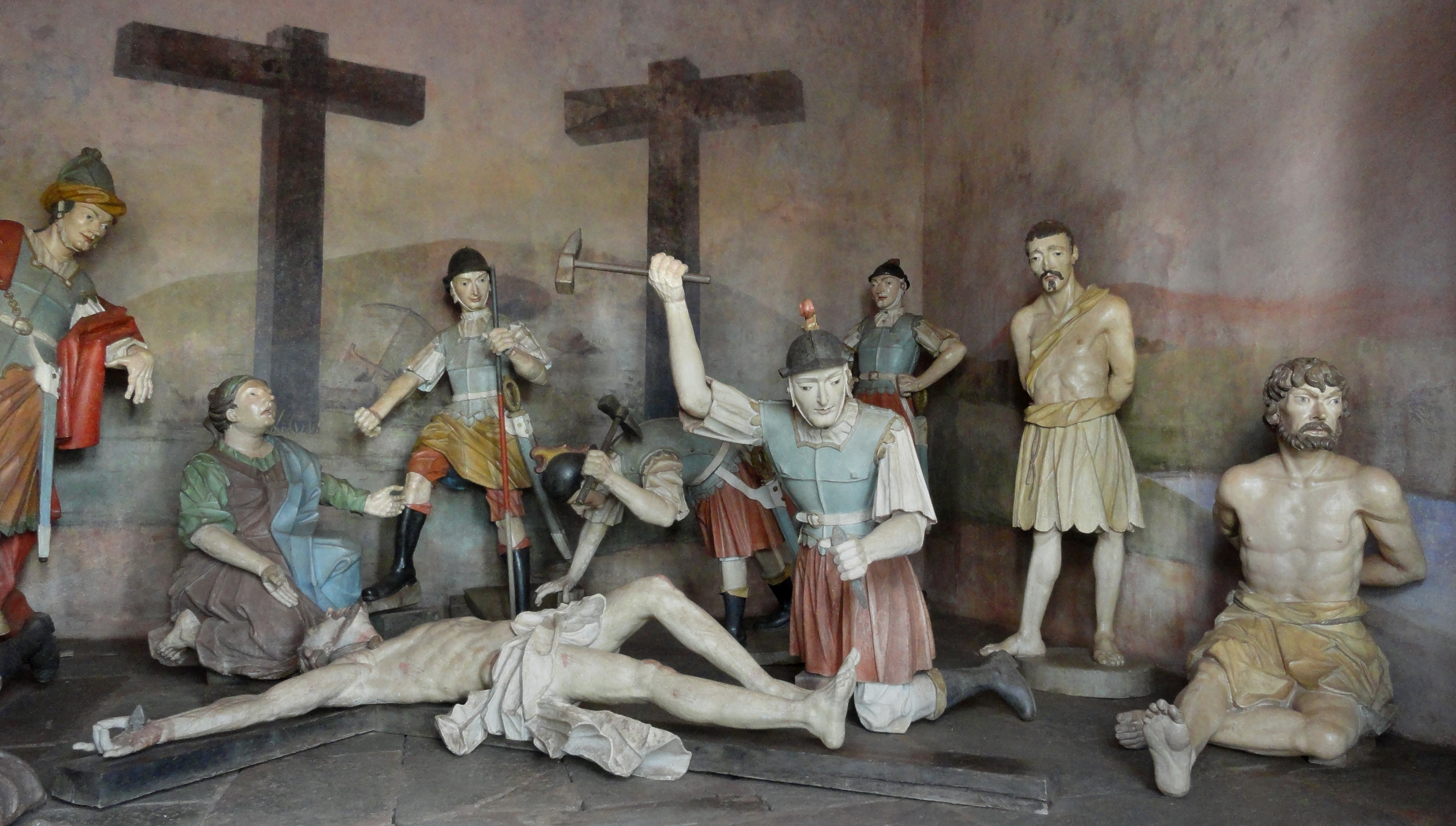
Détail de la crucifixion du Christ.

Onze autres images reproduisent la scène dans laquelle Jésus est déjà sur la croix, cloué par les soldats. Les deux larrons suppliciés avec Jésus sont représentés, le Mauvais Larron au visage colérique et le Bon Larron dans une attitude sereine et pieuse. Sur la gauche, deux soldats lancent des dés pour se disputer les vêtements de Jésus. Une femme, à genoux, lève son regard vers le ciel, comme si elle implorait la miséricorde divine.

### Iconographie

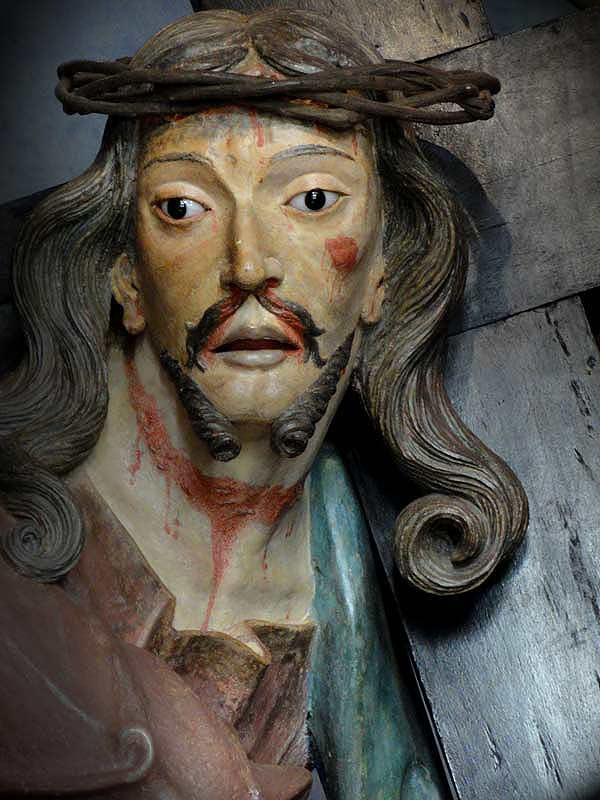
Détail du visage du Christ pendant la montée au Calvaire.

Le parcours processionnel se fait en visitant chacune des chapelles mais se prolonge plus loin, en passant devant l'ensemble des prophètes, chargé d'autres symboliques, et culmine dans l'église : au maître-autel, le fidèle contemple Jésus sur la croix élevée, trouve sur les murs des peintures faisant référence au salut et, en tournant son regard vers le haut, voit au plafond (le ciel symbolique) Jésus ressuscité et triomphant dans l'éternité, fermant le cycle des mystères de la Passion à travers une écriture iconographique complexe organisée de manière cohérente,.
On s'accorde à dire que ce groupe statuaire est l'un des sommets de la production d'Aleijadinho, même si toutes les images n'ont pas été produites par lui personnellement et ont, dans l'ensemble, une qualité irrégulière. Le projet général de tous les groupes lui est généralement attribué, mais le grand nombre de pièces et la courte période de temps pendant laquelle elles ont été réalisées font envisager la collaboration de plusieurs assistants. Cela est également attesté par l'inégalité de leur finition. On pense qu'Aleijadinho est l'auteur personnel de toutes les sculptures des deux premières chapelles, des sculptures de Jésus dans toutes les autres, peut-être de celle de Pierre dans la troisième, probablement d'un des soldats romains dans la quatrième chapelle qui aurait servi de modèle à toutes les autres, peut-être des deux femmes en pleurs et du garçon portant un œillet dans la cinquième, des voleurs dans la sixième, et peut-être aussi de celle de Marie Madeleine. Quant aux autres statues, elles auraient été l'œuvre de ses collaborateurs. Toutefois, ces attributions ne sont pas exemptes de controverse,,.
L'ensemble des statues dans les chapelles a donné lieu à de nombreuses interprétations esthétiques, sociales ou encore théologiques, qui cherchent dans leurs éléments l'illustration de concepts divers et souvent divergents. Julian Bell estime que cet ensemble présente une intensité pathétique qui n'a pas de parallèle dans ses modèles européens. Mário de Andrade l'a également présenté comme un exemple de profonde expressivité, et Gilberto Freyre a interprété les traits souvent grotesques des soldats comme une protestation contre l'oppression de la colonie par le gouvernement portugais et des Noirs par les Blancs,,.

## Importance artistique et culturelle
Depuis le début du XXe siècle, l'ensemble du sanctuaire a fait l'objet d'études approfondies sous des aspects très divers, et a été identifié depuis comme l'une des plus importantes expressions architecturales, artistiques et paysagères du baroque brésilien,,. Germain Bazin, l'un des premiers critiques de renommée internationale à avoir fait connaître l'art brésilien à l'étranger, a déclaré que « le Baroque du Minas Gerais est un phénomène exceptionnel dans lequel un art grandiose et théâtral a atteint son apogée à Congonhas do Campo ». Bien que l'église elle-même ne soit généralement pas considérée comme un exemple architectural d'importance exceptionnelle, ayant des lignes plutôt conventionnelles, quoique reconnue pour sa richesse interne et pour la bonne intégration des motifs de sa décoration picturale au programme iconographique de l'esplanade et des chapelles, la spatialité de l'ensemble du sanctuaire est mise en avant et considérée comme un cas unique dans le panorama urbain colonial. Le contenu des chapelles et les prophètes de l'escalier constituent, selon les chercheurs, le chef-d'œuvre d'Aleijadinho, où son style atteint sa maturité et le sommet de son expressivité,,,. De plus, son héritage à Congonhas est remarquable non seulement en tant que synthèse d'un individu créatif, mais aussi parce que depuis les recherches pionnières de Mário de Andrade, il est reconnu comme l'un des plus importants précurseurs d'une esthétique véritablement nationale, introduisant des notes d'originalité dans une tradition toute importée d'Europe,. D'après John Bury :

« En tant qu'artiste ayant développé un style original, abandonnant l'imitation provinciale des précédents européens, Aleijadinho devient une figure importante non seulement pour le Brésil, mais pour tout le continent américain. En effet, il peut être considéré comme le pionnier qui a exprimé dans son art, de la manière la plus vigoureuse, la plus impressionnante et la plus décisive, l'émancipation du Nouveau Monde par rapport à l'Ancien. »

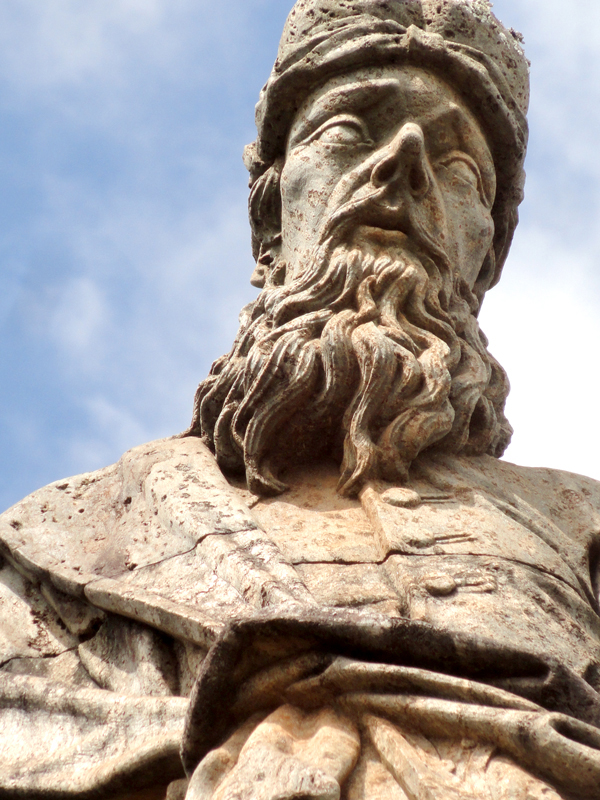
Statue du prophète Nahum.

La renommée que le sanctuaire a acquise très tôt, dès la revalorisation du baroque au début du XXe siècle, a contribué à consolider l'identité du Minas Gerais comme l'un des pôles principaux de l'art colonial, et en a fait l'icône par excellence de Congonhas. Cette importance a été établie par l'IPHAN en 1939, peu après sa fondation, en incluant le complexe dans ses premières inscriptions, et a été réitérée à l'échelle internationale en 1985, lorsque l'UNESCO l'a déclaré patrimoine mondial. Le grand public mineiro le reconnaît également comme un monument de la plus haute valeur, ayant été choisi lors d'un vote populaire promu par Rede Globo comme l'une des « Images de Minas », et faisant partie des principales attractions touristiques de l'État. En outre, il a été intégré dans une série de programmes éducatifs et culturels. D'après Laercio Lopes Fialho et Reinaldo Dias, « aujourd'hui, le Sanctuaire est de plus en plus considéré comme un espace de culture, en raison de la dimension des projets qui ont été liés à son environnement ».
Parallèlement, le sanctuaire est resté depuis sa fondation le principal centre national de dévotion au Senhor Bom Jesus, avec un grand pèlerinage chaque année, entouré de festivités et d'activités culturelles : le Jubilé, célébré entre le 8 et le 14 septembre, institué par le Pape Pie VI en 1779 et mis en exergue avec la concession d'indulgences spéciales. En 1957, la dévotion a été renforcée avec l'élévation de l'église au statut de basilique mineure. Le pèlerinage attire les foules : en 2005, on a compté plus de cent mille personnes. En plus de promouvoir la religion chrétienne, les pèlerinages favorisent le tourisme et le commerce local, et une infrastructure considérable a été mise en place pour accueillir et servir les pèlerins et les visiteurs, qui ont l'habitude d'emporter des souvenirs de toutes sortes du lieu,, surtout pendant la commémoration du jubilé, lorsqu'une grande foire populaire est organisée dans les environs.

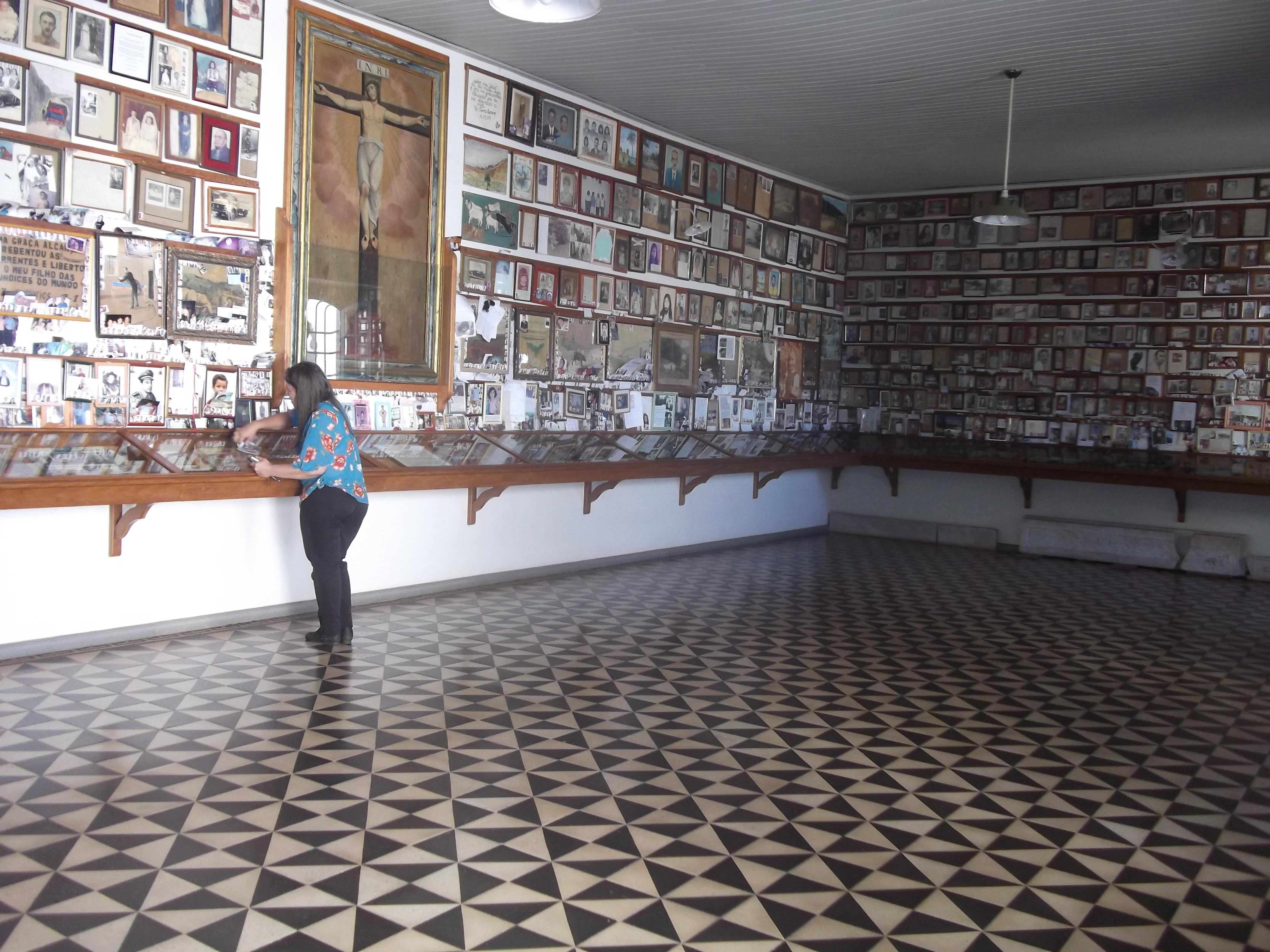
La Sala dos Milagres, qui contient de nombreux ex-voto.

L'importance de cette dévotion est également attestée par la vaste collection d'ex-voto rassemblée depuis le XVIIIe siècle que le sanctuaire conserve dans la Sala dos Milagres (Salle des Miracles). Parmi eux, 89 ex-voto peints entre le XVIIIe et le XXe siècle sont classés par l'IPHAN : ils sont typiquement réalisés en tempera dans des couleurs primaires fortes, sur du bois de cèdre coupé en forme rectangulaire et plus rarement sur du fer-blanc. Ils ont un cadre très proéminent, peint comme une imitation de veines de marbre, cloué directement sur la planche, et les dimensions de ses côtés varient entre 10 et 50 cm.
Les recherches de Márcia de Moura Castro ont montré qu'entre le XVIIIe et le XIXe siècle, le Sanctuaire a reçu 43,9 % du total des offrandes votives du Brésil. Cette collection, que l'IPHAN qualifie de « fabuleuse », a été un terrain fertile pour la recherche universitaire en raison de sa richesse et de sa représentativité, avec de grands exemples de foi et aussi d'art populaire, illustrant les habitudes religieuses, culturelles et sociales au fil des siècles,,. D'après Ronaldo José Silva de Lourdes, coordinateur du programme Monumenta,

« Il y a un consensus pour reconnaître l'importance de l'ensemble paysager à dominante artistique du sanctuaire, pour Congonhas mais aussi pour le monde. La grande œuvre laissée par Maître Aleijadinho réunit dans la ville le plus grand ensemble d'art baroque du monde et le sommet de la créativité de ce grand artiste. La mairie, à travers le programme Monumenta, y voit, outre la signification artistique, l'œuvre baroque de référence et l'influence portugaise, une icône de l'identité locale. Congonhas et le sanctuaire fusionnent et se confondent. Mais il ne faut pas oublier la grande influence de la religiosité qui a favorisé la construction de cette grande œuvre et qui est vécue lors de la grande fête du jubilé du Senhor Bom Jesus. Celle-ci possède une signification matérielle, affective et spirituelle pour les habitants de la ville et pour les pèlerins qui la visitent. »

Les sculptures d'Aleijadinho exécutées pour le sanctuaire du Bom Jesus de Matosinhos sont centrales dans le film A Madona de Cedro, réalisé en 1968 par Carlos Coimbra, puis dans une mini-série du même nom de 1994 tirée du film. Le sanctuaire apparaît également dans le film biographique Cristo de Lama: a história do Aleijadinho (Wilson Silva, 1968).
L'IPHAN utilise l'image de Daniel comme ex-libris de ses publications à la fin des années 1930. En 2014, cette image est choisie comme symbole de l'Année du baroque mineiro, qui a également marqué le bicentenaire de la mort d'Aleijadinho. À cette occasion, de nombreuses activités culturelles destinées au public et aux chercheurs ont été organisées à Congonhas et dans d'autres villes, notamment un colloque et le lancement d'un livre sur la production du maître, ainsi que de grandes festivités publiques,.

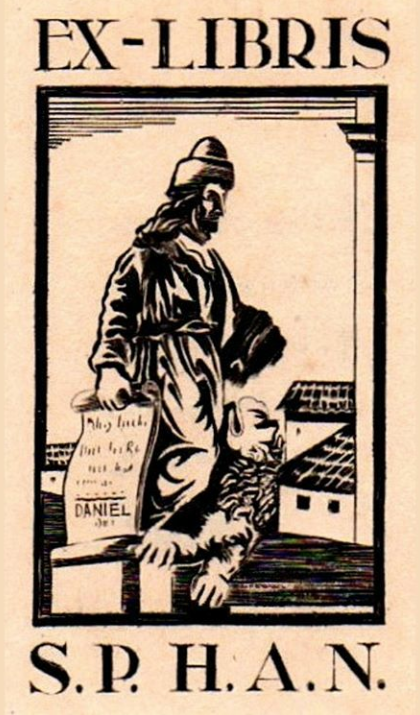
Ex-libris d'une publication de l'IPHAN en 1939.
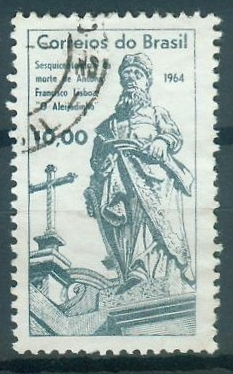
Un timbre-poste brésilien représentant Nahum a été publié en 1964.

## Conservation

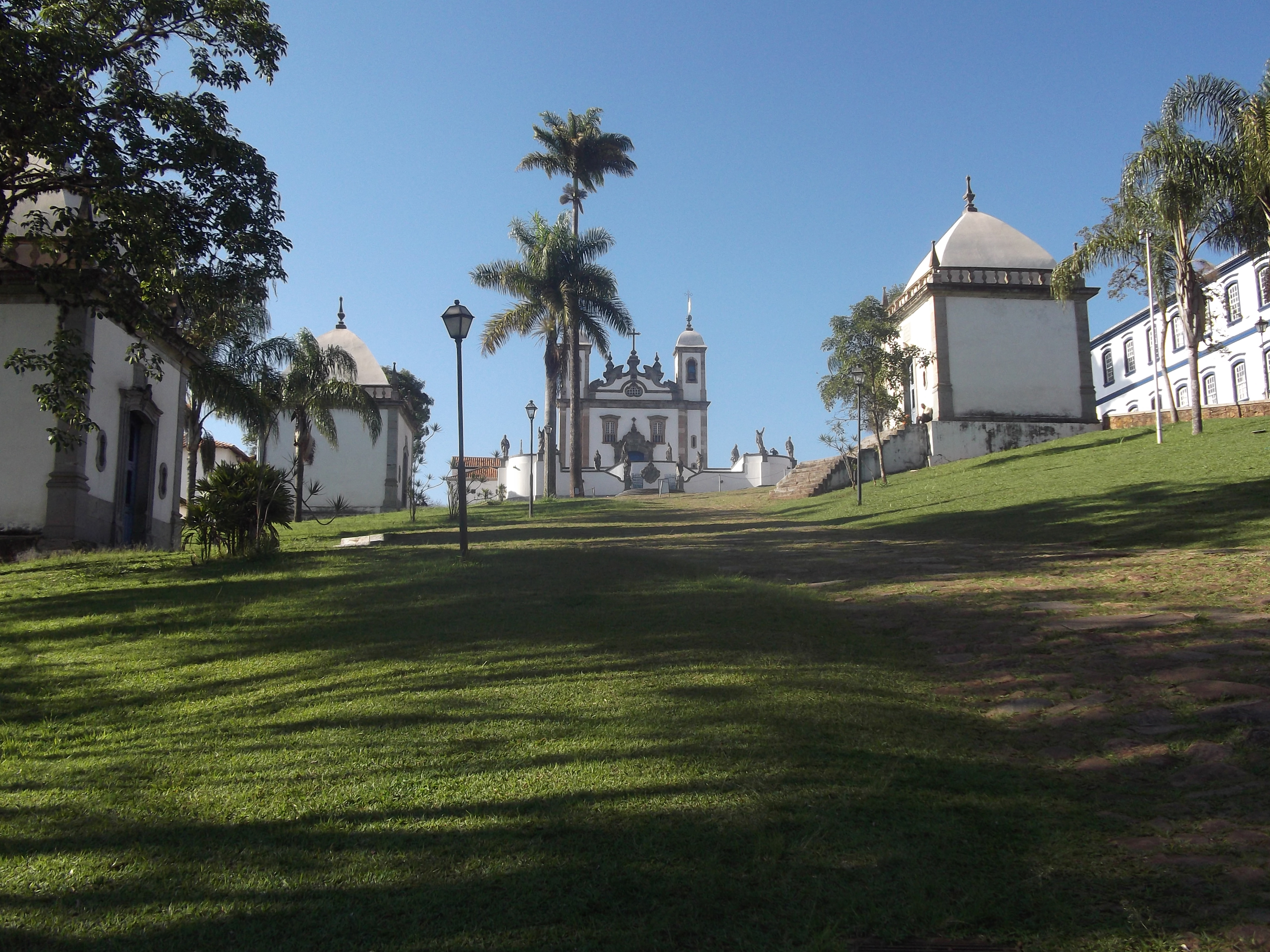
L'esplanade en 2010.

L'esplanade des chapelles a subi diverses modifications au fil du temps, notamment dans son aménagement paysager. Jusqu'aux années 1880, l'endroit était un simple espace ouvert très accidenté, avec un chemin de pierre entre les chapelles. Vers 1900, quelques palmiers impériaux sont plantés, et dans les années 1920, avec l'arrivée des pères rédemptoristes, un souci d'embellir le lieu apparaît. Le sol est nivelé, le chemin est pavé et une clôture est érigée autour du sanctuaire pour empêcher les animaux d'entrer, avec deux portes en fer, une à chaque extrémité. À cette époque, un plan est conçu pour réorganiser toute l'esplanade, y compris le séminaire et l'école qui se trouvent à l'arrière du sanctuaire. En 1937, une auberge pour les pèlerins est construite dans la rue latérale, et l'année suivante, l'espace est entouré d'un mur en maçonnerie. Dans les années 1940, un riche aménagement paysager est réalisé. En 1950, l'école est démolie et remplacée par un couvent. Au cours de cette décennie, des bâtiments pour la Maison des confessions et une station de radio sont également construits dans les environs, le jardin est rénové et éclairé, et le trottoir est refait. Dans les années 1960, un nouvel aménagement paysager est commandé à Roberto Burle Marx. Achevé en 1974, il simplifie l'agencement des jardins, élimine les clôtures et les murs et réaménage les environs ; il n'est cependant pas mis en œuvre dans son intégralité et suscite des controverses. Dans les années 1980, l'espace est déjà dégradé et de nouveaux travaux de récupération et de requalification commencent, poussés par le désir de la communauté de voir le monument inscrit au patrimoine mondial. Malgré tant de transformations, l'esplanade est aujourd'hui revenue à un état très proche de celui qu'elle avait au XIXe siècle.
De nombreux éléments du sanctuaire ont subi des dommages et des dégradations au cours des siècles. Les statues des prophètes, en particulier, en pierre tendre et installées à l'air libre, ont subi l'impact de l'altération et de la pollution de l'air et de l'action de vandales, perdant des fragments importants et recevant des incisions et des graffitis. La pollution a deux origines en particulier : l'exploitation minière (ce qui a conduit les compagnies minières actives dans la ville à signer en 2016 des engagements prévoyant la mise en place d'un réseau de surveillance de la qualité de l'air) et l'augmentation du nombre de véhicules passant dans la ville, qui a plus que doublé entre 2006 et 2016, passant de 10 600 à 25 400. Cependant, grâce à plusieurs travaux de conservation et de restauration réalisés au XXe siècle, l'ensemble du sanctuaire est dans un très bon état général. Entre 1946 et 1949, l'IPHAN effectue plusieurs interventions ponctuelles dans le complexe, et la première restauration d'envergure a lieu en 1957, notamment la récupération de la polychromie des figures des chapelles. Dans les années 1980, on constate une dégradation des statues des prophètes, dont la longue exposition aux variations climatiques a causé des dommages rapidement aggravés par la pollution. Un grand groupe interdisciplinaire est créé pour remédier à ces problèmes, composé de la Fondation nationale pour la Mémoire, de l'Institut d'État du patrimoine historique et artistique du Minas Gerais, de la préfecture de Congonhas, de la Fondation-centre technologique du Minas Gerais et de l'Université fédérale d'Ouro Preto, qui effectue ses travaux entre 1985 et 1988. Comme les vandalismes et les dommages climatiques continuent, on envisage en 2003 d'abriter les statues originales dans un musée en installant des répliques à leur place, mais l'idée rencontre une forte opposition populaire. De cette année jusqu'en 2010, en plusieurs étapes, un autre projet est réalisé pour restaurer la polychromie des statues et les peintures murales des chapelles,, et en 2012 les prophètes reçoivent un traitement préventif contre les parasites biologiques qui corrodent la pierre, qui doit être renouvelé tous les cinq ans. En 2011, sur l'initiative de l'UNESCO, des copies en plâtre des statues des prophètes sont réalisées et les statues originales sont scannées en 3D, formant ainsi une base documentaire physique et numérique de grande qualité qui servira de référence pour les futurs travaux de restauration,. En 2015, lors de la célébration du 30e anniversaire de l'inscription du monument sur la liste du patrimoine mondial, la création du Museu de Congonhas - Centro de Referência do Barroco e Estudos da Pedra (« Musée de Congonhas - Centre de référence du baroque et des études de la pierre ») est annoncée : il s'agit d'une coopération entre l'UNESCO, l'IPHAN et la préfecture de Congonhas, qui agira comme centre d'information historique et esthétique sur le sanctuaire et les artistes qui y ont travaillé, et comme laboratoire d'études de conservation spécialisées, axées sur l'héritage d'Aleijadinho à Congonhas. Parallèlement, des images des prophètes sont mises à disposition dans un musée virtuel interactif, créé avec la collaboration de techniciens de l'Université de São Paulo,. Le musée, qui comprend des maquettes des jardins que Burle Marx a construits dans le sanctuaire, a reçu 40 000 visiteurs au cours de ses sept premiers mois de fonctionnement. Répondant également aux directives de l'UNESCO, la signalisation interprétative des monuments a gagné de nouveaux éléments tels que des couleurs et des pictogrammes pour faciliter l'accessibilité. 25 millions de réaux ont été octroyés par le Programme d'accélération de la croissance de 2007 pour aider à la conservation et à la restauration du complexe.